# Alfa Romeo 75
Der Alfa Romeo 75 (nachstehend kurz: Alfa 75) ist eine viertürige Mittelklasse-Limousine des italienischen Autoherstellers Alfa Romeo, die von Frühjahr 1985 bis Sommer 1992 gebaut wurde. Von 1986 bis 1989 war der Alfa 75 in den USA auch unter der Bezeichnung Alfa Romeo Milano erhältlich. Er ist das letzte Modell Alfa Romeos, das vor der Übernahme der Marke durch den Fiat-Konzern auf den Markt kam, und gilt für viele Alfisti als „letzter echter Alfa“. Die Technik des Alfa 75 bildet die Grundlage für die exklusiven Sportwagen Alfa Romeo RZ und SZ.

## Modellgeschichte

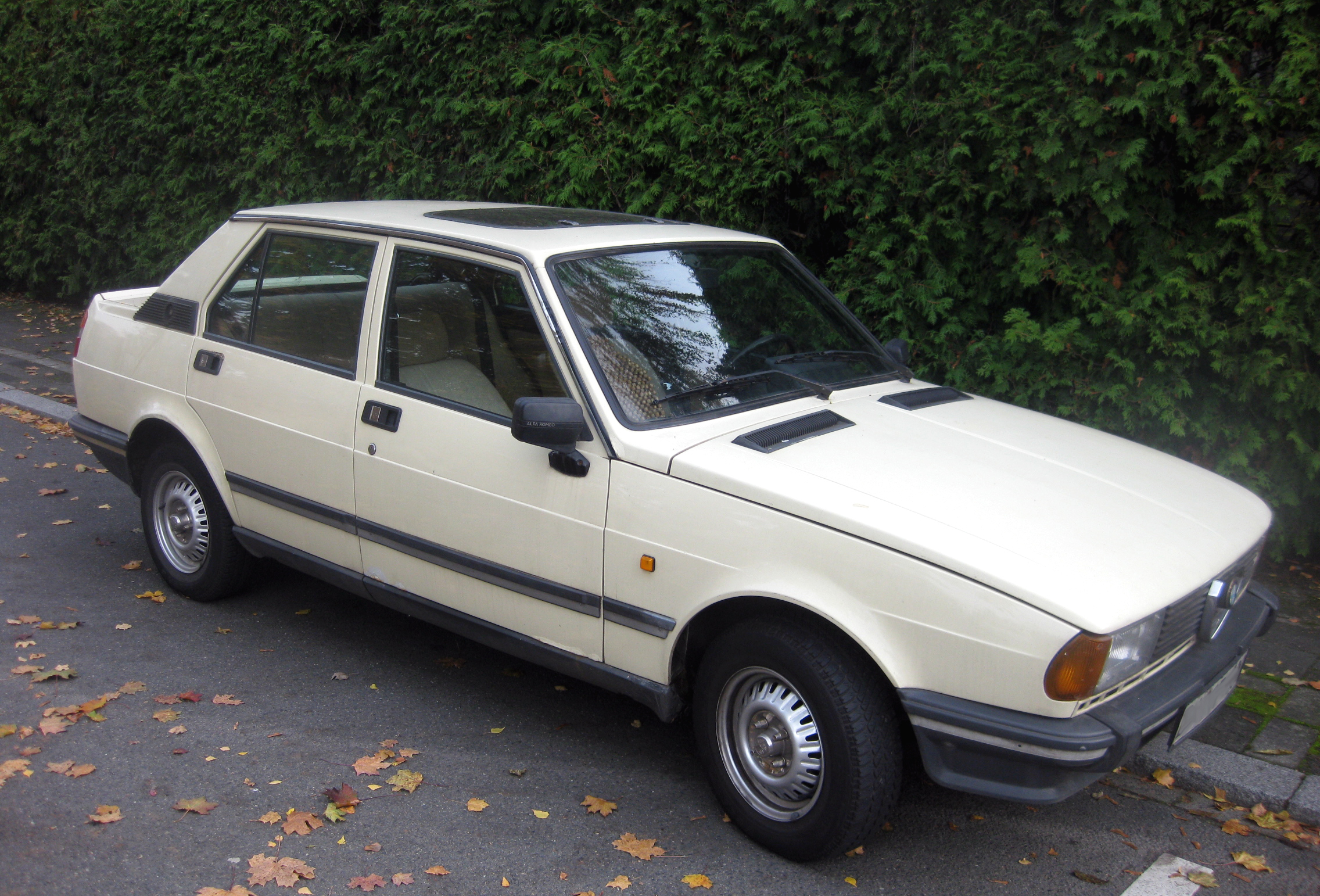
Vorgänger: Alfa Romeo Giulietta Tipo 116 (1977–1985)

In der Mittelklasse war die seinerzeit noch zum Staatskonzern IRI gehörende Mailänder Traditionsmarke Alfa Romeo seit 1977 mit der Limousine Giulietta (Tipo 116) vertreten, deren Absatz nicht zuletzt wegen ihres kontroversen Karosseriedesigns hinter den Erwartungen zurückblieb. Anfang 1985 erschien mit dem Alfa 75 der Giulietta-Nachfolger. Seine Modellbezeichnung nimmt Bezug auf das 75-jährige Jubiläum, das die Marke Alfa Romeo im selben Jahr feierte; die werksinterne Typ-Bezeichnung lautet 162B.
In den ersten eineinhalb Jahren wurde der Alfa 75 neben der annähernd gleich großen Stufenhecklimousine Alfa 90 angeboten, mit der er sich die wesentlichen technischen Komponenten teilt. Während der von Bertone betont zurückhaltend gestaltete Alfa 90 die komfortorientierte Kundschaft ansprach, war der Alfa 75 für sportlich orientierte Fahrer gedacht. Mit der Übernahme Alfa Romeos durch Fiat endete das Nebeneinander zweier Mittelklasselimousinen mit gleicher Technik. Fiat führte ab 1987 nur den Alfa 75 fort, der seitdem markenintern eine mittlere Position zwischen dem 33 und dem neu eingeführten Spitzenmodell 164 einnahm. Als Nachfolger des Alfa 75 wurde Anfang 1992 der Alfa Romeo 155 eingeführt, der auf Fiats Tipo-Due-Plattform basiert und unter anderem mit dem Fiat Tipo und dem Lancia Dedra verwandt ist.

## Der letzte echte Alfa Romeo?
Der Alfa 75 ist das letzte Modell, das Alfa Romeo vor der im Herbst 1986 vollzogenen Übernahme durch Fiat neu präsentierte. Deshalb und weil er bis zum Erscheinen der Giulia (Tipo 952) im Jahr 2016 die letzte Alfa Romeo-Limousine mit Hinterradantrieb war, wird der Alfa 75 in Liebhaberkreisen als „der letzte echte Alfa“ angesehen und in der Automobilpresse auch entsprechend stilisiert.

## Modellbeschreibung

### Karosserie
Der Alfa Romeo 75 war – wie schon die Giulietta – ausschließlich als viertürige Stufenhecklimousine erhältlich. Besondere Karosserievarianten wie Coupés („Alfa Bertone“) oder Cabriolets (Spider), die noch beim Giulietta-Vorgänger Giulia (1962–1978) die Limousine ergänzt hatten, hatte Alfa Romeo jetzt nicht mehr im Programm.

#### Struktur
Der Alfa Romeo 75 hat eine selbsttragende Karosserie aus Stahlblech. Die Bleche sind galvanisch verzinkt.

#### Design

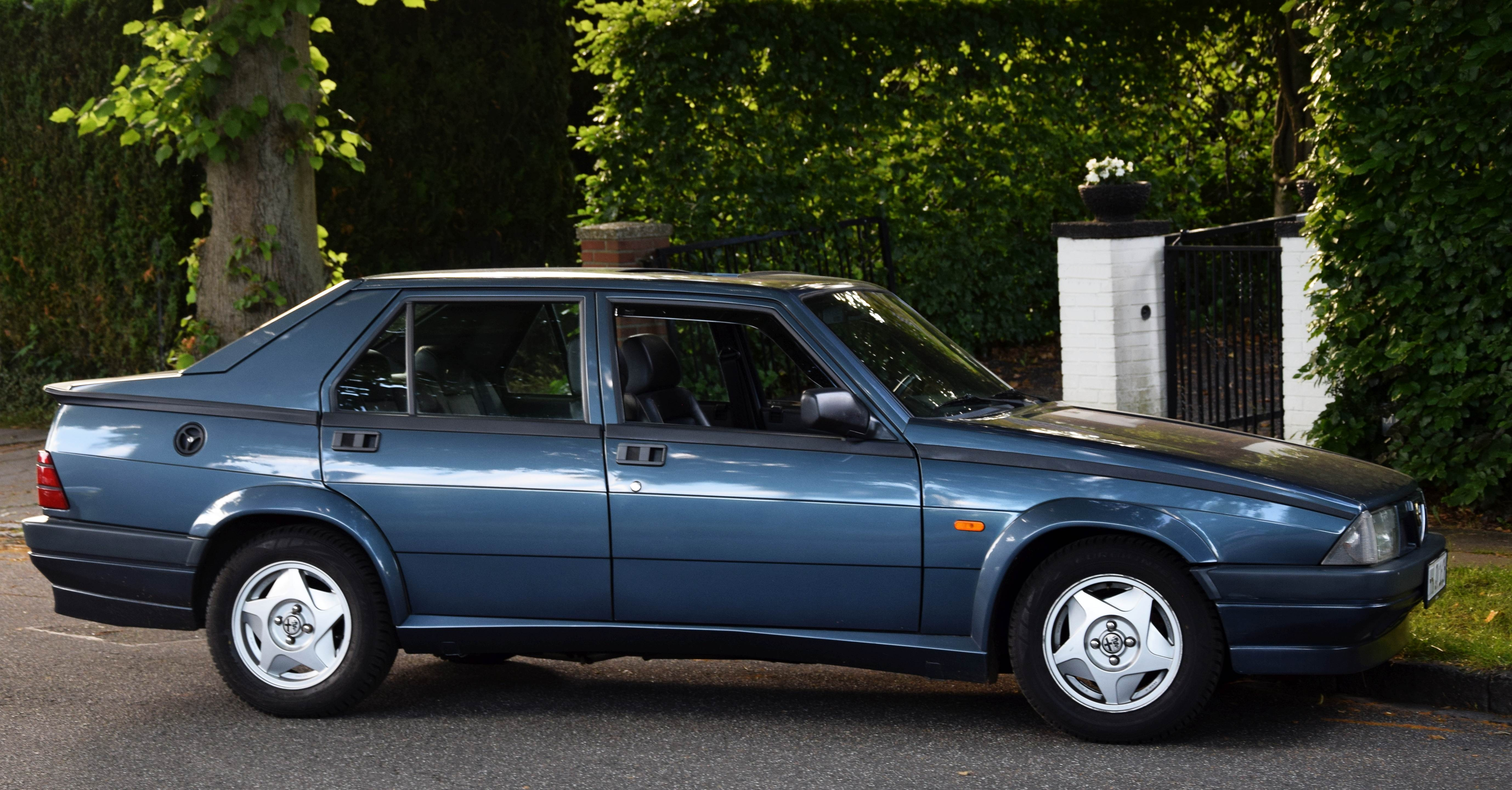
La Linea: Keilform aus drei Segmenten

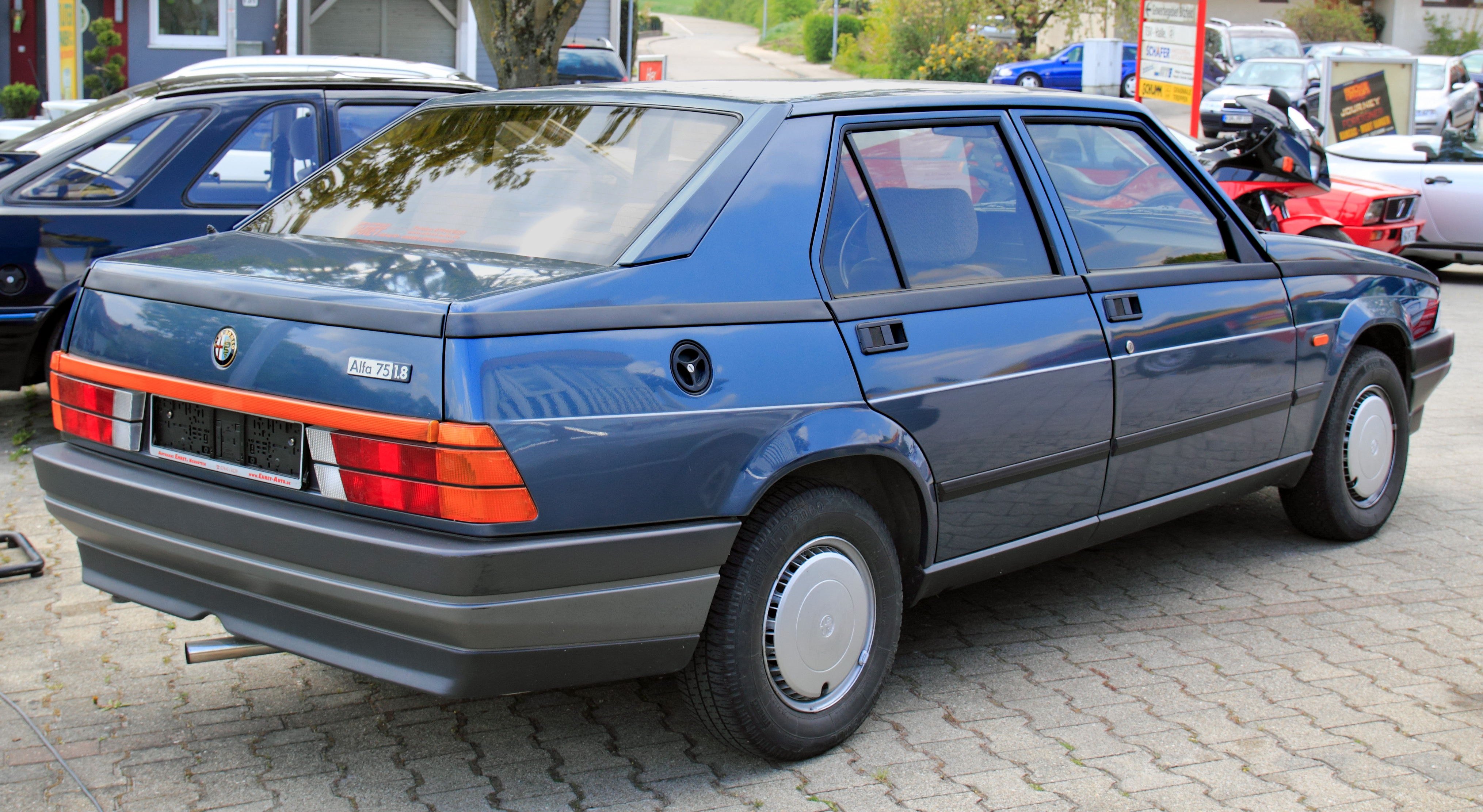
Hohe Heckpartie (hier Baureihe 1985–1988)

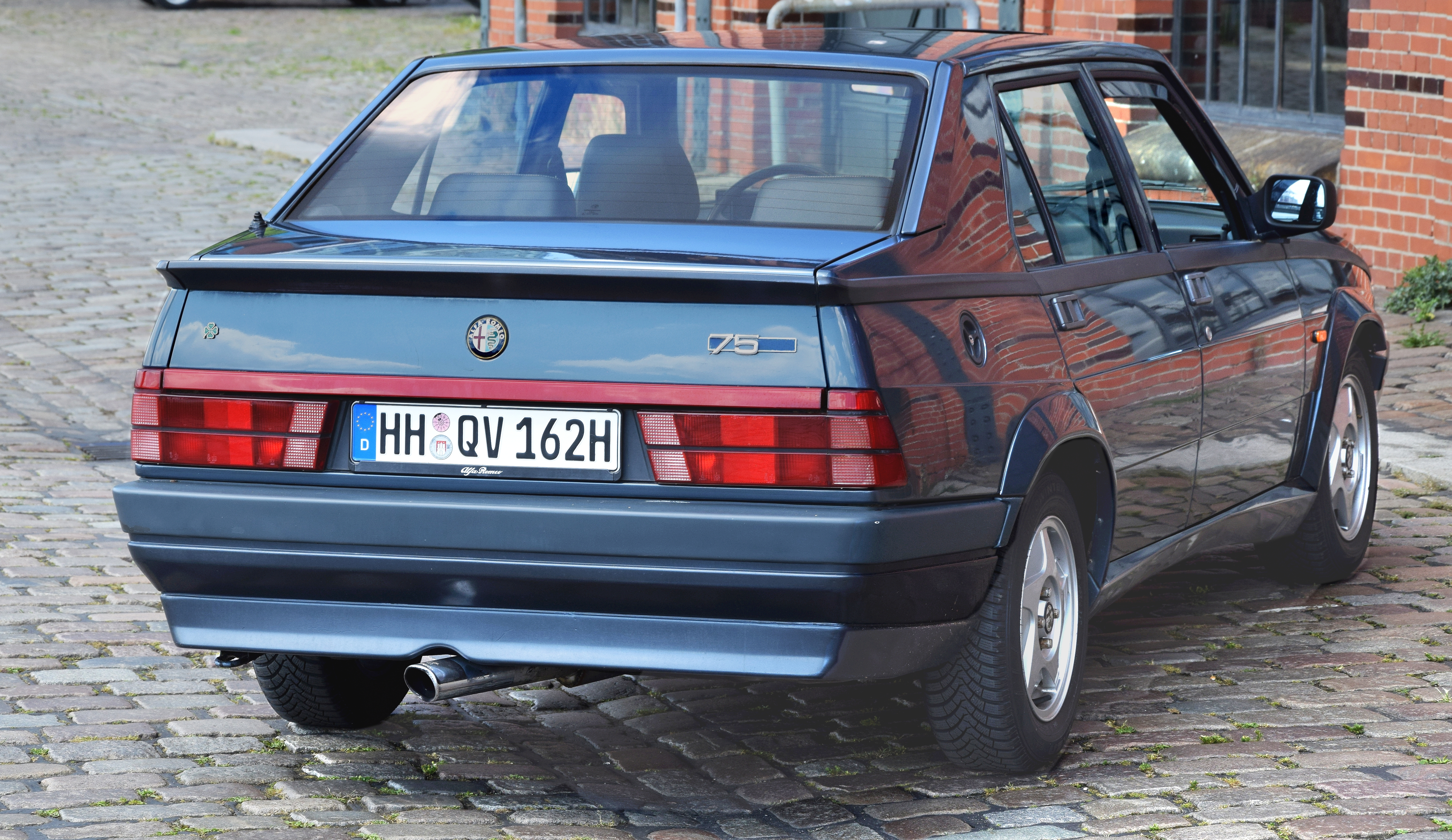
Veränderte Heckpartie nach dem Facelift 1988

Die Karosserie des Alfa 75 ist ein Entwurf von Ermanno Cressoni, dem seinerzeitigen Leiter des Centro Stile Alfa Romeo.
Aus wirtschaftlichen Gründen konnte Cressoni keinen vollständigen Neuentwurf realisieren; er musste möglichst viele Komponenten des Vorgängers einbinden. So übernahm der Alfa 75 unter anderem die Fahrgastzelle von der Giulietta. Die Fenstereinfassungen und die Türausschnitte des Alfa 75 entsprechen denen des Vorgängers; die Türbleche und die Front- und Seitenverglasung wurden ebenfalls unverändert von der Giulietta übernommen.
Stilistisch ist die Form des Alfa 75 eine Weiterentwicklung von Cressonis Designkonzept La Linea, das bereits bei der Giulietta (1977) und dem Kompaktfahrzeug Alfa Romeo 33 (1983) verwirklicht wurde. Ein besonderes Merkmal von La Linea ist ein von vorn nach hinten ansteigendes Profil mit Brüchen und Winkeln. Der stilistische Aufbau der keilförmigen Karosserie des 75 besteht laut Cressoni aus drei Segmenten: Vom Bug bis zur A-Säule steigt die Karosserielinie steil an, verläuft dann im Bereich der Fahrgastzelle annähernd waagerecht und steigt danach bis zum Abschluss des Kofferraums wieder an. Die Linie wird durch Sicken in den Wagenflanken sowie durch farbig akzentuierte seitliche Kunststoffleisten betont, die von der Wagenfront bis zum Kofferraum verlaufen. In den ersten Jahren bildet die Leiste ein umlaufendes dunkelgraues Band, das am Kofferraumdeckel über die gesamte Wagenbreite reicht. Die Heckscheibe ist stärker geneigt als bei der Giulietta. Am unteren Ende des Kofferraumdeckels verläuft außerdem ein farbiges Band, das die Farbe der Blinkergläser aufgreift und die linke und die rechte Heckleuchte optisch miteinander verbindet. Es ist ein Vorgriff auf die Heckgestaltung des Alfa Romeo 164. Die Scheinwerfer und die Rückleuchten sind jeweils trapezförmig. Auch die Sicken auf der Motorhaube sind trapezförmig ausgelegt.
Einige Designdetails variieren je nach Motorisierung des Autos. Die schwach motorisierten Vierzylindermodelle haben schwarze Kunststoffstoßfänger, während die Stoßfänger beim 2.0, beim 2.0 Twin Spark, bei den Turbo- und bei den Sechszylindermodellen im unteren Bereich in Wagenfarbe lackiert sind. Die stärkeren Modelle haben außerdem verbreiterte Radläufe und einen Schweller an den Wagenflanken, die jeweils aus Kunststoff gefertigt und in Wagenfarbe lackiert sind.

#### Facelift 1988
Im Herbst 1988 wurde das Karosseriedesign des Alfa 75 in Details überarbeitet. Die umlaufende Kunststoffleiste wurde am Heckabschluss in einen Spoiler umgestaltet, der über den Kofferraumdeckel hinausreicht. Neu war auch die Kühlermaske: Alfa Romeos Wappen, das Scudetto, steht nun vor dem zurückversetzten Kühlergitter. Die vorderen Blinker haben bei den meisten Modellen weißes Glas; eine Ausnahme sind nur die 1,6-Liter-Versionen. Die Rückleuchten sind durchgängig rot gefärbt.

### Motorisierung und Getriebe

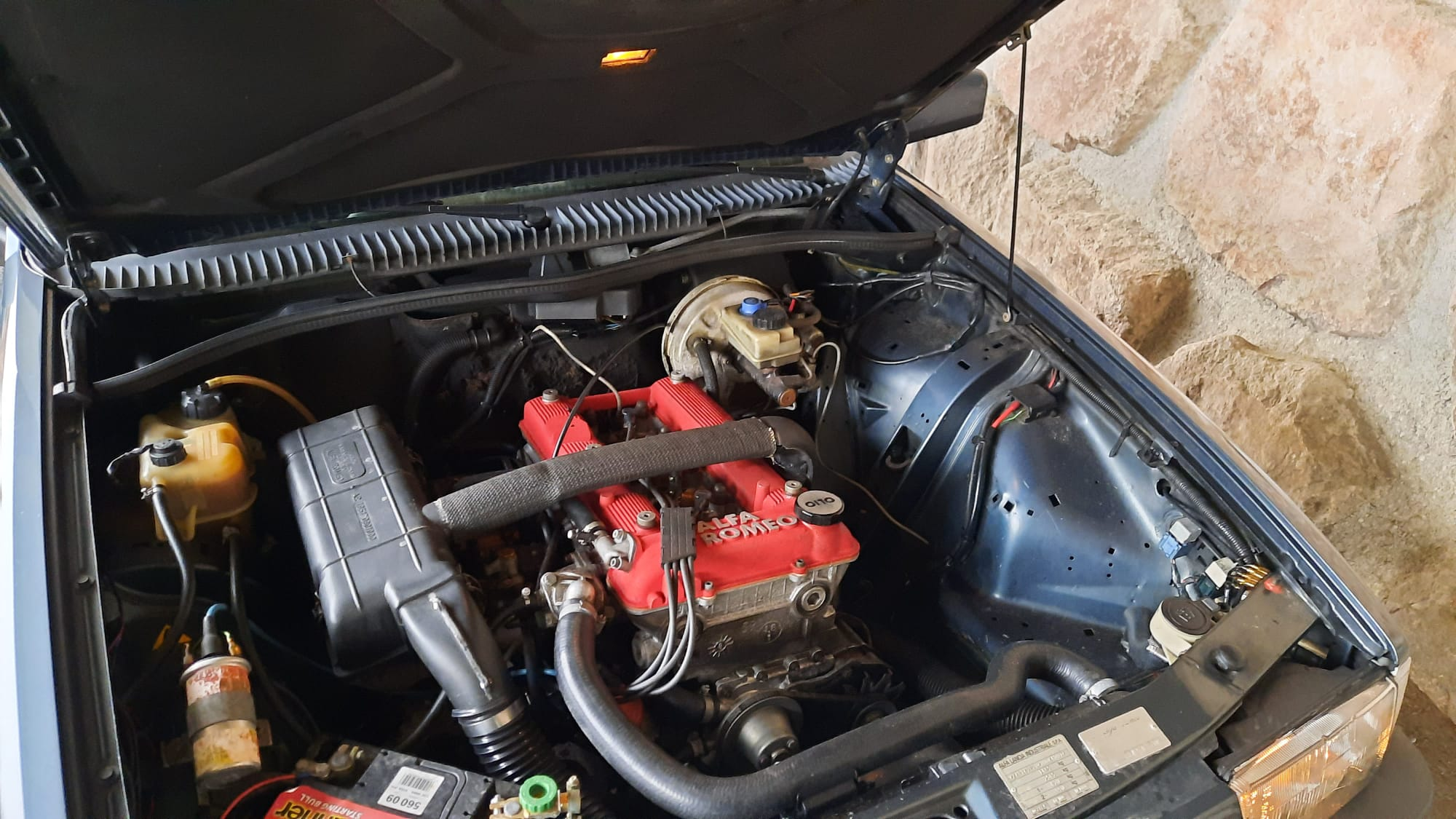
1,6-Liter-Bialbero-Reihenvierzylinder (Vergaser) im Alfa 75

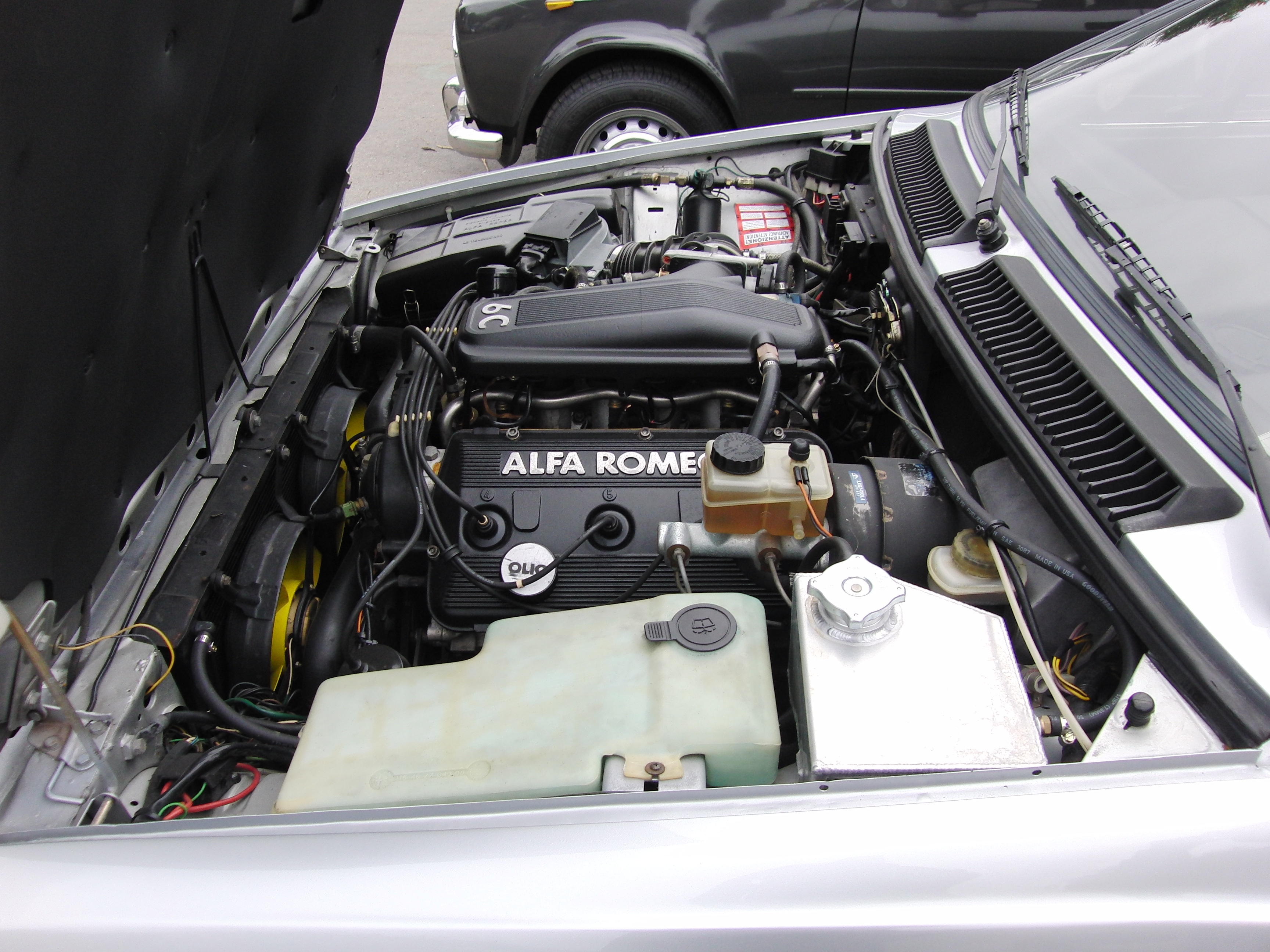
Sechszylinder-Busso-Motor

Wie bei seinen Vorgängern war beim Alfa 75 der Motor vorne längs und das handgeschaltete Fünfganggetriebe an der Hinterachse eingebaut (Transaxle). Es gab ihn mit Vier- und mit Sechszylinder-Ottomotoren, die auf Entwicklungen von Giuseppe Busso zurückgehen; außerdem waren auf einigen Märkten Dieselmotoren vom Fremdhersteller VM Motori erhältlich.
Alfa Romeos klassischer Bialbero-Vierzylindermotor mit zwei obenliegenden Nockenwellen war im Alfa 75 in 1,6 Liter, 1,8 Liter und 2,0 Liter großen Varianten erhältlich; die 1,8-Liter-Version gab es zeitweise auch mit Turboaufladung. Von 1985 bis 1988 waren die Saugmotoren mit Doppelvergasern ausgestattet; die Autos hatten üblicherweise keinen Katalysator. Schrittweise führte Alfa Romeo Versionen mit elektronisch gesteuerter Benzineinspritzung ein, beginnend mit dem 1,8-Liter-Turbomotor (1986). Ab Ende 1988 waren alle Versionen mit Benzineinspritzung erhältlich. Teilweise ersetzten sie zeitnah die Vergaserversionen; beim 1,6-Liter-Motor waren Vergaser- und Einspritzausführungen dagegen bis 1992 auf einzelnen Märkten nebeneinander erhältlich.
Daneben bot Alfa Romeo von Beginn an Versionen mit einem Sechszylinder-V-Motor an. Der Sechszylinder-Motor mit einem Hubraum von 2959 cm³ leistete 185 PS. Er trug die Bezeichnung „America“. Ab Anfang 1990 stieg durch Feinarbeit (andere Nockenwellen sowie Wechsel von LH-Jetronic-Einspritzung auf Motronic-System) die Leistung auf zunächst 188 PS, dann auf 192 PS. Neue Bezeichnung: QV (Quadrifoglio Verde).
Das Nebeneinander der verschiedenen Motorisierungsvarianten wurde teilweise kritisch gesehen. So hatte Alfa Romeo in den späten 1980er-Jahren gleich drei Varianten des 75 im Programm, die jeweils etwa 150 PS leisteten (1.8 I.E. Turbo, 2.0 I.E. Twin Spark und 2.5 V6). Ab 1989 war das Motorenprogramm klarer gestaffelt.

### Fahrwerk
Die Vorderräder sind einzeln an Doppelquerlenkern aufgehängt, hinten ist eine De-Dion-Achse eingebaut, die von einer Deichsel und einem Wattgestänge geführt wird. Der Alfa 75 hat eine ausgeglichene Gewichtsverteilung von 50 % auf der Vorder- und 50 % auf der Hinterachse.

### Modifikationen für denAmericaund verwandte Modelle

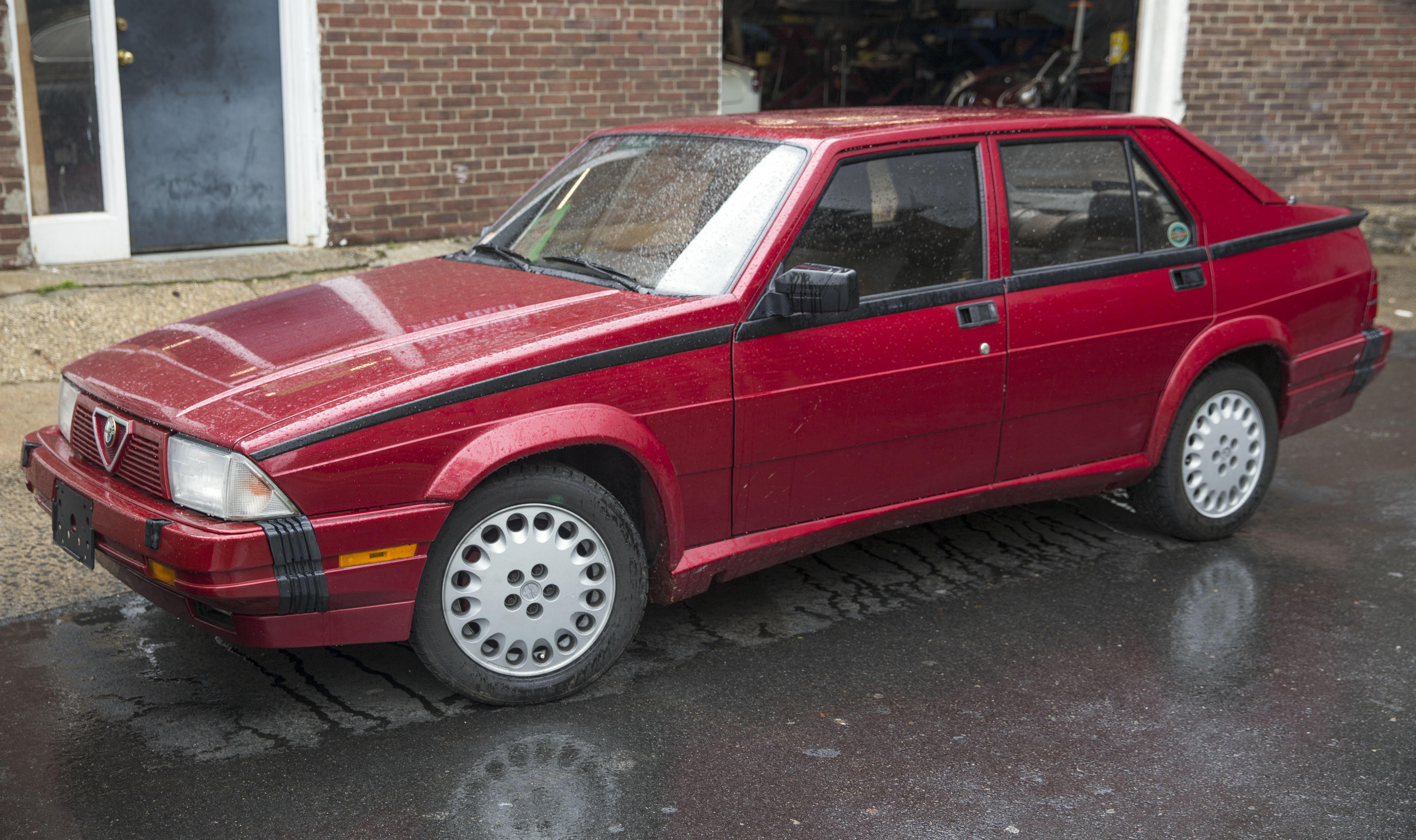
Sechszylinderversion mit amerikanisierter Karosserie (Alfa Romeo Milano)

Die Sechszylinderversionen des Alfa 75 wurden zeitweise auch in den USA verkauft. Für die Vermarktung dort waren einige technische Änderungen notwendig, die vor allem auf die US-amerikanischen Sicherheitsbestimmungen zurückzuführen waren. Dazu gehören größere, vorn und hinten vorgezogene Stoßfänger, die durch schwarz gefärbte Faltenbälge von den Kotflügeln getrennt sind. Dadurch wurde das Auto etwa 10 cm länger. Außerdem war eine Änderung des Tanks erforderlich. Während sich der 49 Liter große Tank der europäischen Versionen rechts hinten unter dem Wagenboden befindet, ist der Tank der US-Version hinter den Rücksitzen im Kofferraum eingebaut und zudem auf 68 Liter vergrößert. Dadurch reduziert sich das Kofferraumvolumen dieser Version von 500 auf 380 Liter.
Die bis 1987 gebaute 2,5-Liter-Version des Alfa 75 wurde noch in zwei Ausführungen hergestellt: Zu der als Milano bezeichneten US-Variante, die technisch an die dortigen Zulassungsbestimmungen angepasst war, gab es ein Schwestermodell für den europäischen Markt, das als 2,5 V6 QV bezeichnet wurde und technisch und optisch den Vierzylindermodellen entsprach. Mit der Einführung des 3,0 Liter großen Sechszylindermotors 1988 gab Alfa Romeo die Zweigleisigkeit auf: Von da an hatten auch die in Europa verkauften Sechszylindermodelle die amerikanischen Stoßstangen und Tanks. Deshalb tragen die europäischen V6-Modelle dieser Generation die Zusatzbezeichnung „America“.
Ab 1987 rüstete Alfa Romeo auch den Alfa 75 1.8 I.E. Turbo mit den US-amerikanischen Stoßstangen aus. Er ist der einzige Alfa 75 mit Vierzylindermotor, der diese Stoßstangen trägt. In dieser Ausführung führt das Auto ebenfalls die Zusatzbezeichnung „America“.

## Die einzelnen Serienmodelle

### Vierzylinder-Ottomodelle

#### Alfa 75 1.6 und 1.6 I.E.

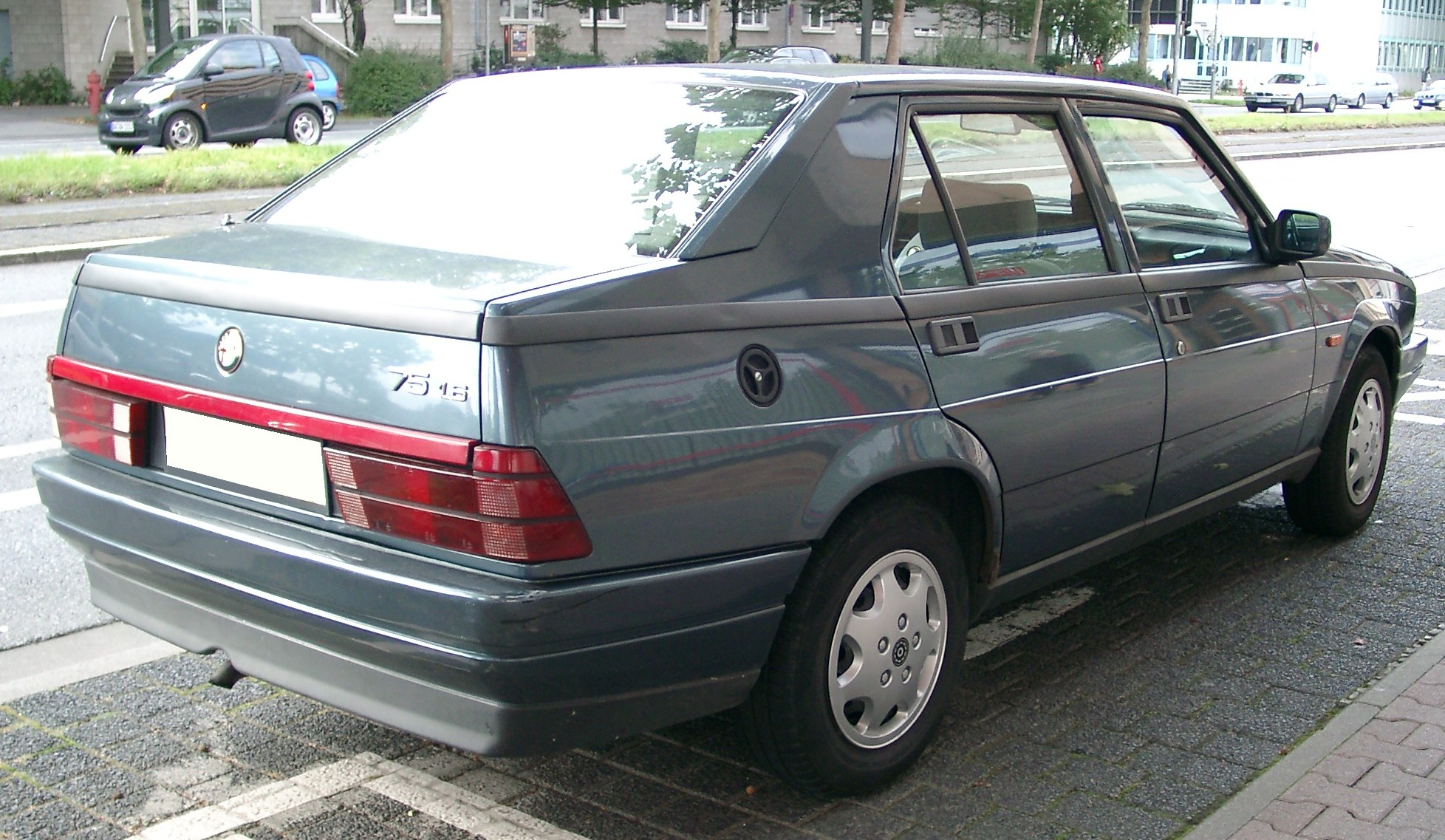
Alfa 75 1.6

Das Einsteigermodell war der 75 mit der 1,6 Liter (1570 cm³) großen Version des Bialbero-Vierzylinders; die noch in der Giulietta angebotene 1,3-Liter-Version war beim Alfa 75 nicht mehr erhältlich. Äußerlich sind alle 1,6-Liter-Varianten an den unlackierten Stoßfängern zu erkennen. Im Unterschied zum 2.0 und den V6-Versionen fehlen Kotflügelverbreiterungen und seitliche Schweller.
Von 1985 bis 1992 gab es den Motor mit zwei Doppelvergasern und ohne Katalysator (Typ 06100). In dieser Form leistet er 81 kW (110 PS). In Italien und einigen anderen südeuropäischen Ländern blieb diese Version bis 1992 im Programm, in Nordeuropa wurde ihr Verkauf spätestens 1989 eingestellt.
Im Herbst 1989 – und damit ein Jahr nach dem größeren 1.8 – debütierte der 1.6 I.E., der mit einer elektronischen Benzineinspritzung von Bosch (Motronic ML 4.1) ausgestattet ist. Die Leistung dieser Motorversion (Typ 06102 ohne und Typ 61102 mit Katalysator) beträgt 79 kW (107 PS). Die Leistungsreduzierung im Vergleich zur Vergaserversion war vor allem auf Vorgaben von Kfz-Versicherungen zurückzuführen.
Der 1.6 und 1.6 I.E. sind die am häufigsten produzierten Varianten des Alfa 75. Sie ließen sich vor allem in Italien gut absetzen, spielten aber auf anderen Märkten sowohl in der Vergaser- als auch in der Einspritzversion nur eine untergeordnete Rolle. Auf dem deutschen Markt war sie nur in den ersten Jahren erhältlich.

#### Alfa 75 1.8 und 1.8 i.E.

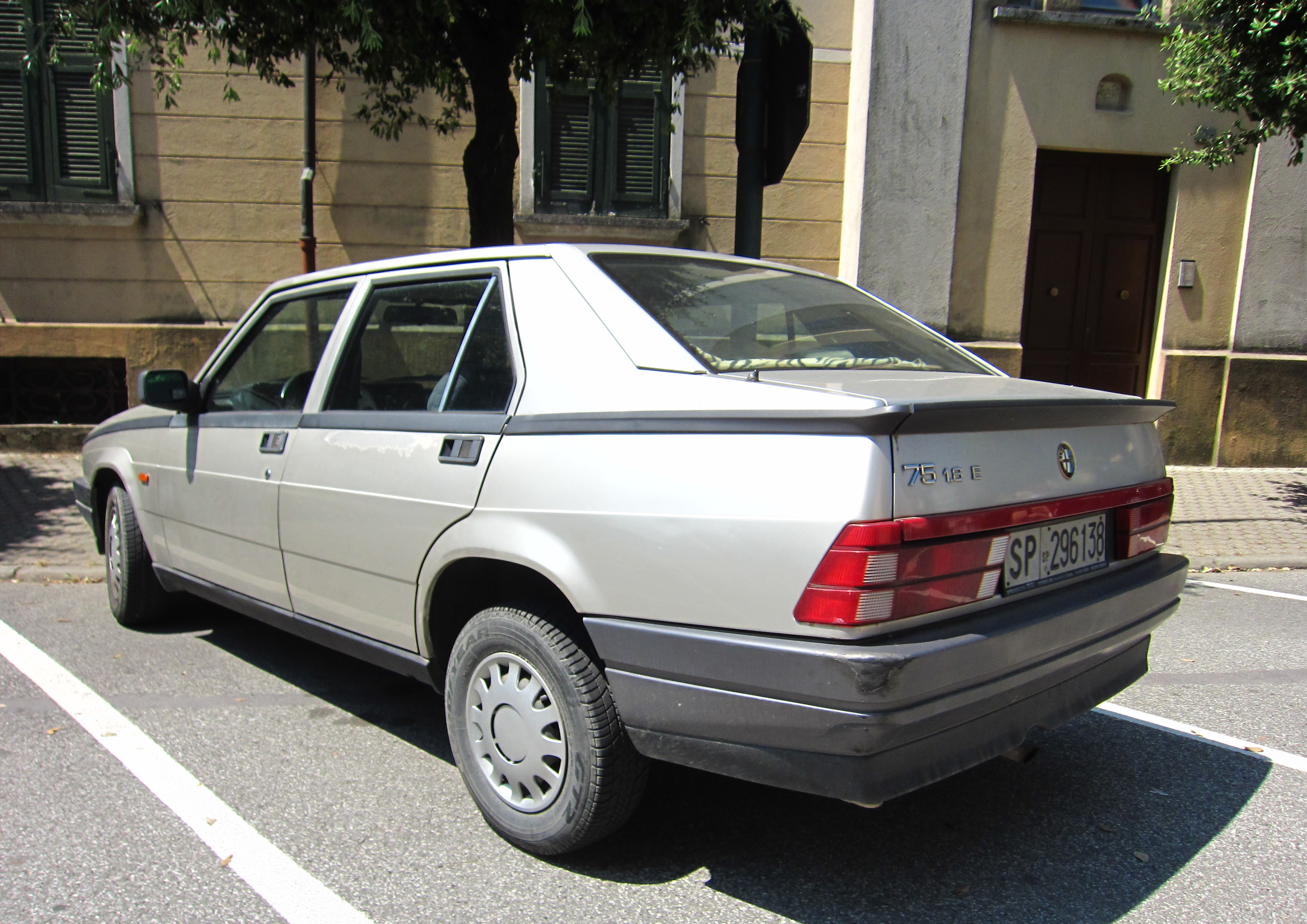
Alfa 75 1.8 I.E.

Oberhalb des 1.6 positionierte Alfa Romeo den 75 mit einer auf 1,8 Liter (1779 cm³) vergrößerten Ausführung des Bialbero-Vierzylinders. Sie ist abgesehen vom geänderten Hubraum mit der kleineren Variante technisch identisch. Auch die Karosserie und die Ausstattung entsprechen der kleineren Ausführung.
Anfänglich war der Alfa 75 1.8 ebenfalls nur mit einem Vergasermotor erhältlich (Tipo 06202). Er leistet 88 kW (120 PS). Ab 1988 war außerdem eine Einspritzversion des Motors erhältlich, die auf einigen Märkten die Vergaservariante ersetzte und auf anderen Märkten ergänzte. 1988 kam zunächst eine Bosch-Motronic vom Typ ML 3.3 zum Einsatz (Motorbezeichnung Tipo 61201), die ab 1989  im Wege der Angleichung an den 1.6 I.E. durch eine Motronic ML 4.1 ersetzt wurde (Tipo 61202). Der 1.8 I.E. hat die aus der Alfetta 2.0 i. e. bekannte verstellbare Einlassnockenwelle (Phasenwandler). Die Einspritzversion leistet 89 kW (122 PS).
Der 1.8 bzw. 1.8 I.E. war ab 1989 in Deutschland die Einsteigerversion des Alfa 75.

#### Alfa 75 1.8 I.E.TurboundTurbo America

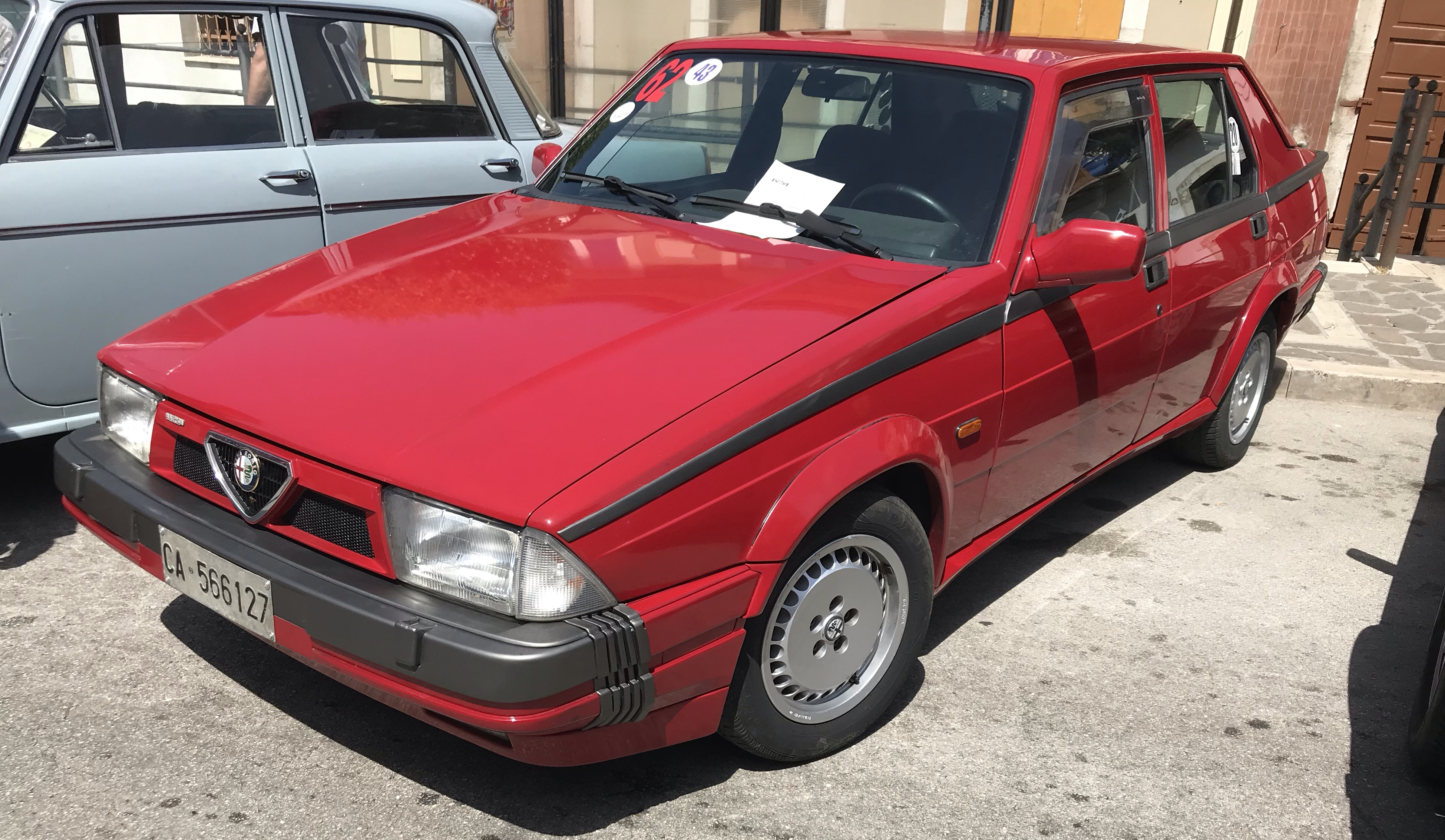
Alfa 75 1.8 I.E. Turbo America

Von 1986 bis 1990 war der 1,8 Liter große Vierzylinder auch mit Turboaufladung erhältlich. Die Aufladung ermöglichte eine Leistungssteigerung ohne Vergrößerung des Hubraums, sodass sich die in Italien übliche hohe Besteuerung für Autos mit mehr als 2 Litern Hubraum vermeiden ließ. Die Modellbezeichnung lautete bei Markteinführung Alfa 75 1.8 I.E. Turbo. Diese frühe Version ist äußerlich mit dem regulären 1.8 identisch, hat allerdings in Wagenfarbe lackierte (europäische) Stoßfänger. Ab 1987 wurde das Auto dann als Alfa 75 Turbo America verkauft; in dieser Form trägt es die größeren Stoßfänger nach amerikanischer Norm. Mit ihnen stellte Alfa Romeo eine Nähe zu den leistungsstarken Sechszylindermodellen her, die entsprechend ausgestattet waren. Der 1.8 I.E. Turbo war ausschließlich mit einer Jetronic-Benzineinspritzung von Bosch lieferbar; eine Vergaserversion gab es nicht. Der Turbolader kommt von Garrett (Typ T3). Serienmäßig kommt ein Ladeluftkühler zum Einsatz. Der Ladedruck liegt bei maximal 0,75 bar. Die Motorleistung der ersten vier Baujahre beträgt 114 kW (155 PS); im letzten Produktionsjahr stieg sie auf 121 kW (165 PS) an. Das Auto war nicht mit einem Katalysator erhältlich, sodass es nicht auf allen Märkten angeboten werden konnte.
Auf der Basis des 1.8 I.E. Turbo entwickelte Alfa Romeo eine Rennsportversion, die unter anderem für die Gruppe A bestimmt war und die in der Wettbewerbsausführung bis zu 400 PS leistet. Zwecks Homologation wurden 500 Fahrzeuge als Alfa 75 1.8 I.E. Turbo Evoluzione mit Straßenzulassung hergestellt.

#### Alfa 75 2.0
Die größte Variante des Bialbero-Vierzylindermotors hat einen Hubraum von 2,0 Litern (1962 cm³). Von 1985 bis 1988 war sie mit zwei Doppelvergasern und einer Zündkerze pro Zylinder im Programm (Tipo 06212). Diese Version kam ohne Katalysator auf den Markt. Die Leistung beträgt 94 kW (128 PS). Eine Besonderheit sind 17 Autos, die werksseitig mit einer elektronisch gesteuerten Benzineinspritzung ausgestattet waren.

#### Alfa 75 2.0 I.E.Twin Spark

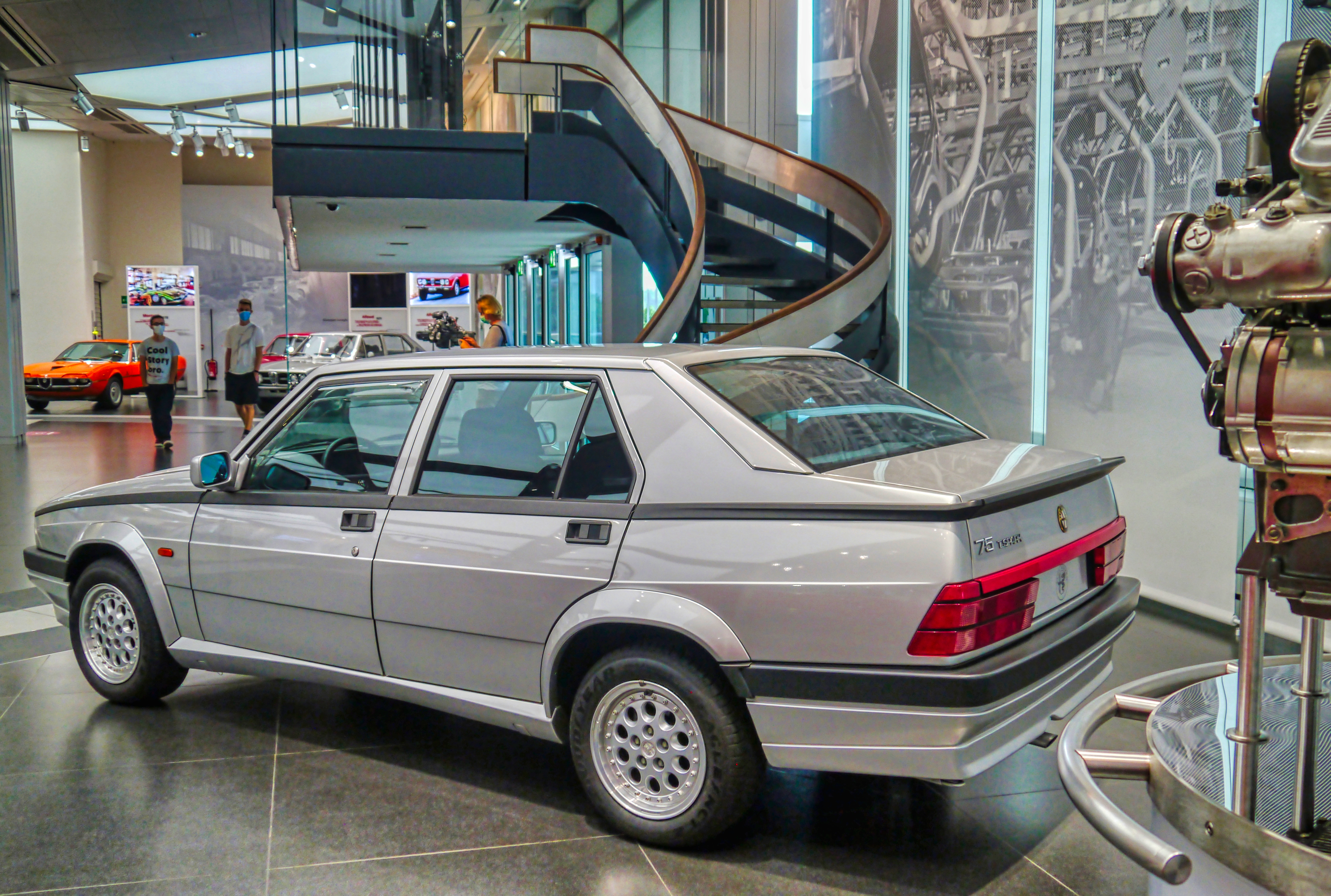
Alfa 75 2.0 I.E. Twin Spark

Im März 1987 kam der 75 2.0 I.E. Twin Spark mit geregeltem Katalysator auf den Markt. Er wurde ein halbes Jahr parallel zum Alfa 75 2.0 mit Vergasermotor angeboten. Nach dessen Produktionseinstellung im Herbst des gleichen Jahres war der Twin Spark der einzige 75 mit 2,0 Litern Hubraum (Tipo 06224/06166).
Der Twin-Spark-Motor hat eine elektronische Benzineinspritzung von Bosch. Zum Einsatz kommt eine Motronic ML 4.1, die ab 1989 auch bei den kleineren Modellen 1.6 I.E. und 1.8 I.E. verwendet wurde. Zugleich führte Alfa Romeo bei dieser Version eine Doppelzündung ein, d. h. für jeden Zylinder gibt es zwei Zündkerzen, die namensgebend für die Zusatzbezeichnung Twin Spark sind. Außerdem hat der Twin-Spark-Motor eine verstellbare Einlassnockenwelle (Phasenwandler), die ab 1988 auch im 75 1.8 I.E. eingebaut wurde. Die Motorleistung des Twin Spark beträgt 107 kW (145 PS). Der Twin-Spark-Motor war parallel auch beim Alfa Romeo 164 als Einstiegs- und zeitweise auch beim Alfa 75-Nachfolger Alfa Romeo 155 als gehobene Motorversion erhältlich.
Äußerlich hat der Twin Spark verbreiterte Radläufe und Seitenschweller sowie in Wagenfarbe lackierte untere Stoßfängerteile. Die umlaufende Kunststoffblende war bereits ab 1987 am Kofferraumdeckel als Spoiler ausgestaltet; dieses Detail erhielten die kleineren Alfa 75-Modelle erst mit dem Facelift vom Herbst 1988. Außerdem hat der Twin Spark lackierte Rückspiegelkappen.

### Sechszylindermodelle

#### Alfa 75 2.5 V6 QV
Von 1985 bis 1987 war der 2.5 V6 QV (für Quadrifoglio Verde) das Spitzenmodell der Alfa 75-Palette. In ihm kommt der 2,5 Liter (2492 cm³) große Sechszylinder-V-Motor (Tipo 01646) zum Einsatz, der 1979 im Alfa 6 debütiert hatte und zwischenzeitlich auch in der Limousine Alfa Romeo 90 und im Coupé Alfetta GTV erhältlich war. Er ist im Alfa 75 mit einer elektrischen Benzineinspritzung von Bosch (LE-Jetronic 4.1) ausgestattet und leistet 115 kW (156 PS). Damit erreicht er eine Höchstgeschwindigkeit von 210 km/h. Äußerlich gleicht der 75 2.5 V6 QV den schwächer motorisierten Schwestermodellen. Er hat keine Kotflügelverbreiterungen und auch keine breiten Seitenschweller. Volumen und Einbauposition des Tanks entsprechen ebenfalls den Vierzylinder-Versionen. Der 75 2.5 V6 QV war für den Verkauf in Europa bestimmt. Er blieb bis 1987 im Programm und wurde danach durch den 3.0 V6 America ersetzt. Von ihm ist der Alfa Romeo Milano abgeleitet, der in den USA verkauft wurde.

#### Alfa Romeo Milano

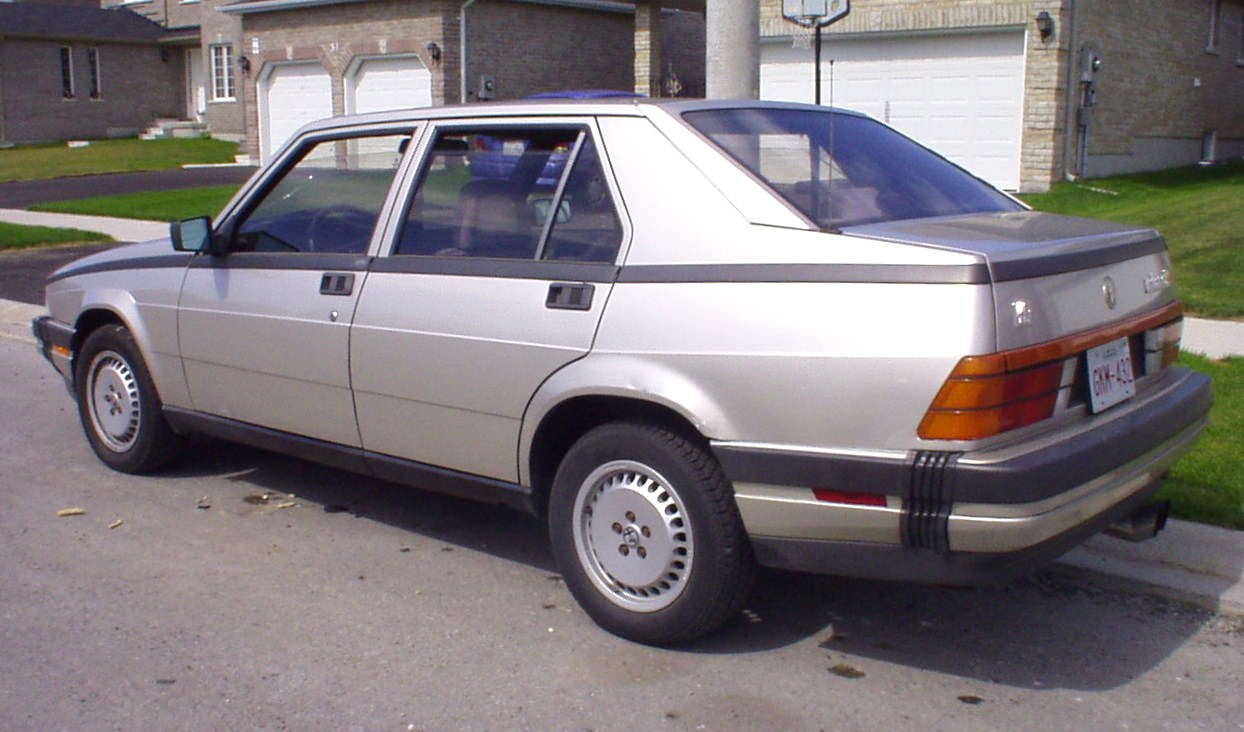
Alfa Romeo Milano

Der Alfa Romeo Milano ist eine Weiterentwicklung des 75 2.5 V6 QV, die für den US-amerikanischen Markt bestimmt war. Er hat den gleichen, 2,5 Liter großen Sechszylindermotor, der hier mit einem geregelten Abgaskatalysator verbunden ist und mit 113 kW (154 PS) geringfügig schwächer ist als der europäische 2.5 V6 QV. Im Gegensatz zum 2.5 V6 QV hat der Milano die vergrößerten Stoßfänger, die den US-amerikanischen Sicherheitsnormen entsprechen, sowie einen 68 Liter großen Tank, der hinter den Rücksitzen installiert ist. Andererseits fehlen dem Milano noch die Kotflügelverbreiterungen, die Seitenschweller und der Heckspoiler, die an späteren US-Modellen angebaut sind. Aufhängung und Federung wurden für den US-Markt überarbeitet; der Wagen ist „mehr auf Komfort ausgelegt“ und „weniger agil zu fahren“ als das europäische Schwestermodell. Der Milano wurde nur 1986 und 1987 produziert. Nur wenige von ihnen blieben in Europa.

#### Alfa 75 3.0 V6AmericaundMilano3.0

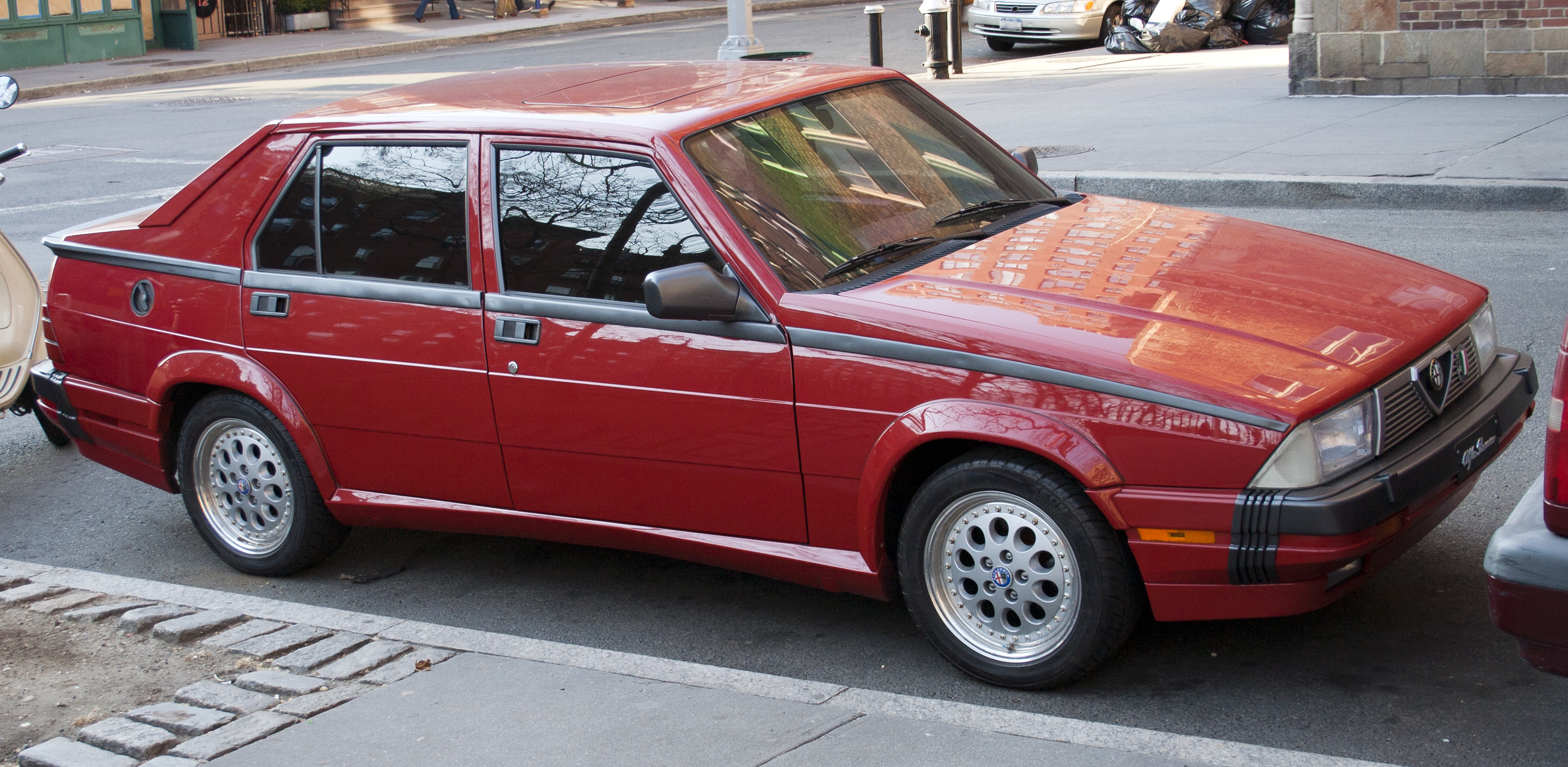
Alfa Romeo Milano 3.0

1987 erschien eine weiterentwickelte Sechszylinderversion des Alfa 75, die in Europa den 2.5 V6 QV und in den USA den Alfa Romeo Milano ablöste. Das neue Modell wurde in Europa als 3.0 V6 America und in den USA als Milano 3.0 verkauft. Abgesehen von den Modellbezeichnungen sind die europäischen und amerikanischen Ausführungen weitgehend baugleich. Beide haben eine auf 3,0 Liter (2959 cm³) vergrößerte Ausführung des Sechszylinder-V-Motors (Tipo 06120) mit einer Leistung von 136 kW (185 PS). Sie sind ausnahmslos mit den nach amerikanischen Normen konstruierten Stoßfängern und dem vergrößerten Tank ausgestattet, die schon der Alfa Romeo Milano von 1986 hatte. Außerdem haben sie – anders als die direkten Vorgänger – verbreiterte Kotflügel und seitliche Schweller. Das Modell blieb bis 1989 im Programm.

#### Alfa 75 3.0 V6Quadrifoglio Verde

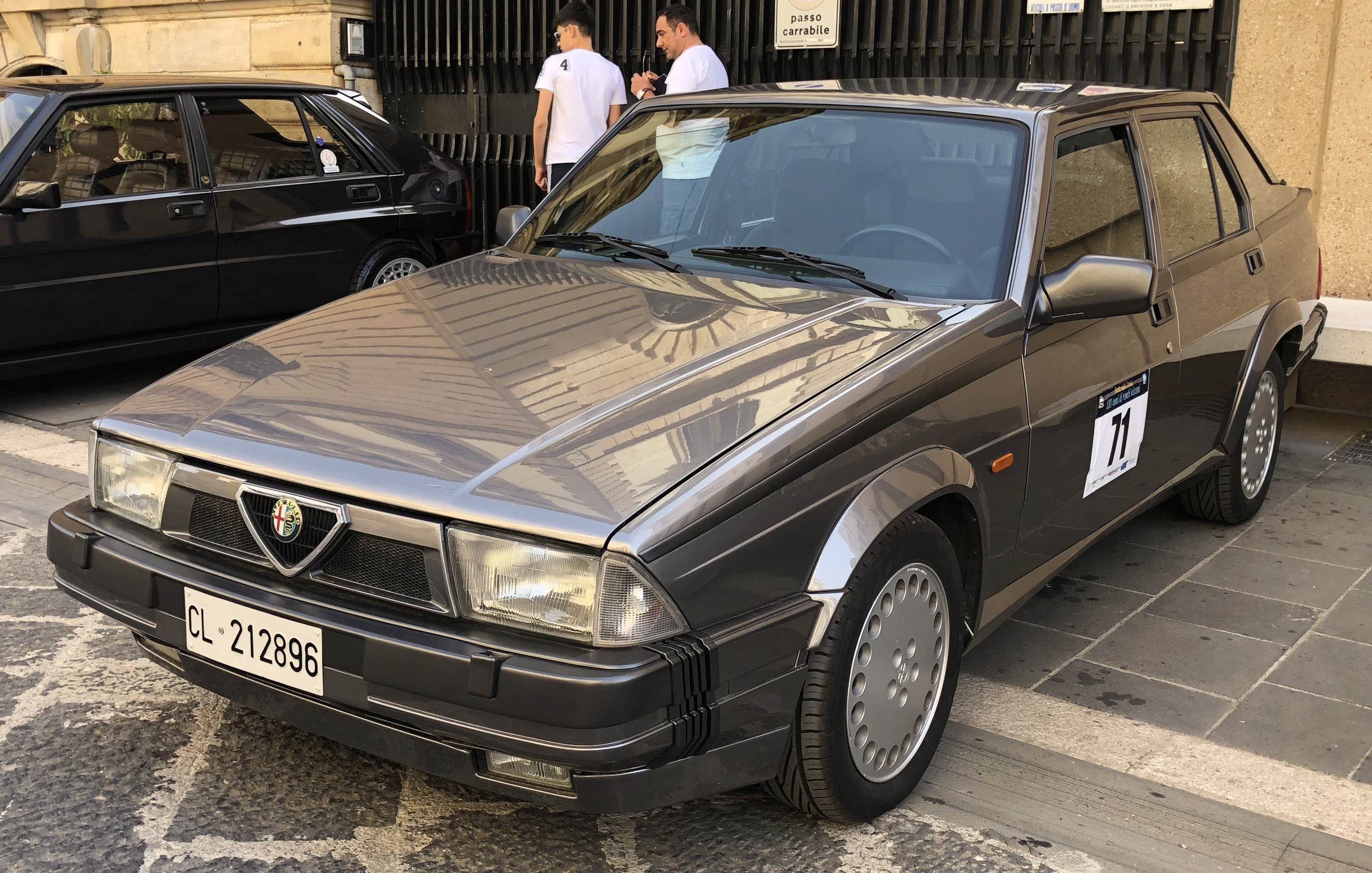
Alfa 75 3.0 V6 Quadrifoglio Verde

Die letzte Entwicklungsstufe des Alfa 75 ist der auf dem Turiner Autosalon 1990 vorgestellte 3.0 V6 Quadrifoglio Verde. Er löste den Alfa 75 3.0 V6 America und den Milano 3.0 ab, denen er äußerlich vollständig entspricht. Der weiterhin 3,0 Liter (2959 cm³) große V6-Motor ist in dieser Ausführung mit einem neu entwickelten kombinierten Einspritz- und Zündsystem von Bosch (Motronic 4.1) ausgestattet und leistet 141 kW (192 PS). Die Höchstgeschwindigkeit beträgt 222 km/h, die Beschleunigung von 0 auf 100 km/h erfolgt in 7,5 Sekunden.

### Dieselmodelle
Für einige Märkte hatte Alfa Romeo zwei Versionen des Alfa 75 mit Turbodieselmotoren im Angebot. Beides sind Reihenvierzylindermotoren, die von VM Motori zugeliefert wurden. In beiden Fällen kamen die Turbolader von KKK mit Ladeluftkühler. Während der gesamten Produktionszeit war der 2.0 Turbodiesel mit 1995 cm³ Hubraum und einer Leistung von 70 kW (95 PS) erhältlich. Das maximale Drehmoment von 192 Nm fällt bei 2300 Umdrehungen pro Minute an. Von 1988 bis 1992 gab es zusätzlich eine Version mit einem Hubraum von 2393 cm³, die 88 kW (120 PS) leistet. Das schwächere Modell erreicht eine Höchstgeschwindigkeit von 175 km/h, das stärkere 180 km/h. Die Diesel-Varianten waren in Italien, Frankreich und Spanien erfolgreich; im Programm des deutschen Alfa-Romeo-Importeurs standen sie allerdings nicht.

### Sondermodelle
Angesichts der bevorstehenden Produktionseinstellung brachte Alfa Romeo 1991 drei Sondermodelle des Alfa 75 auf den Markt, die den Abverkauf erleichtern sollten.

#### 1.8 I.E.Indy

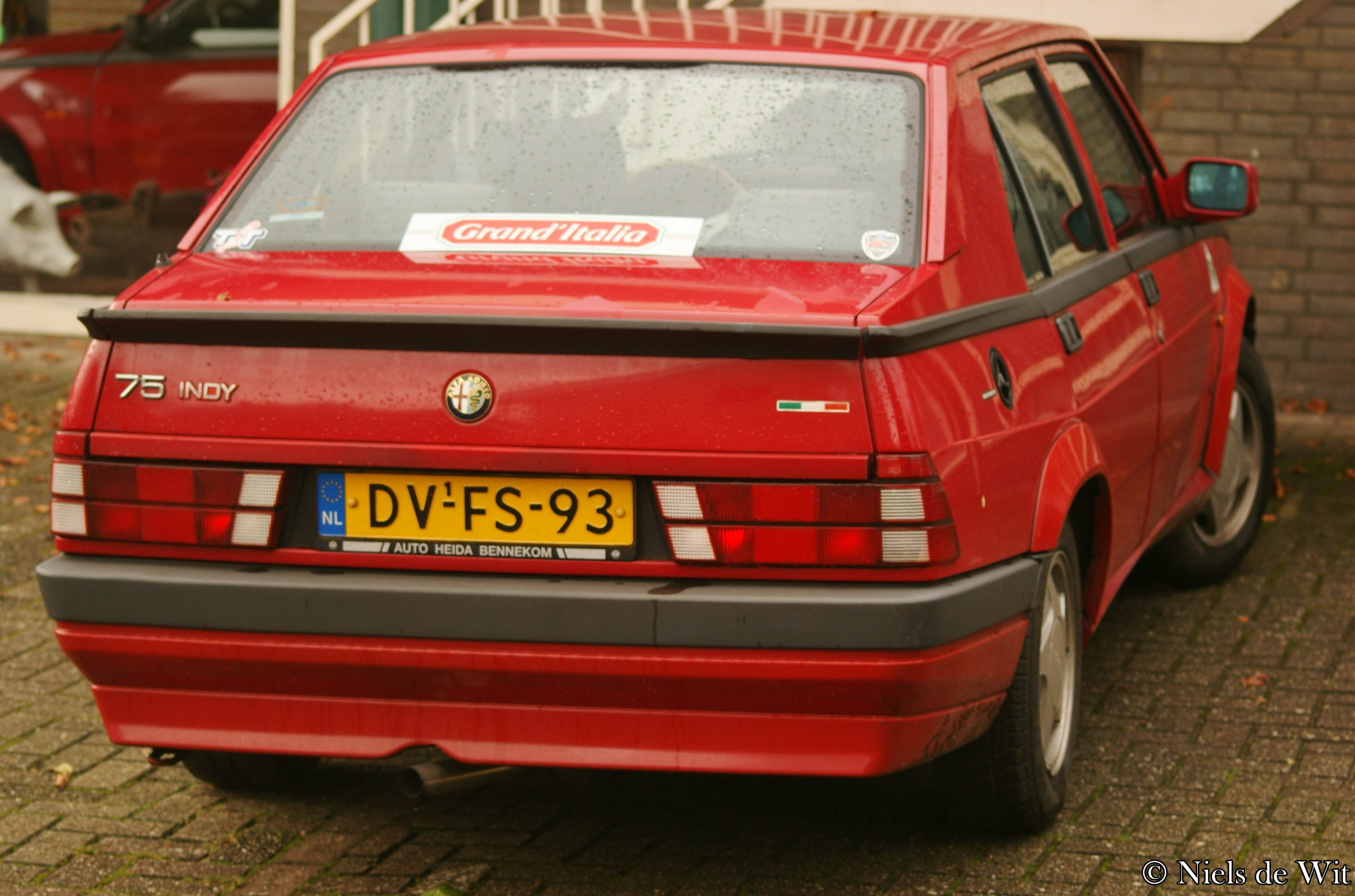
Alfa 1.8 I.E. Indy

Der Alfa 75 1.8 I.E. Indy ist eine Sonderversion des Alfa 75 1.8 I.E. Seine Bezeichnung nimmt auf die US-amerikanische Rennstrecke Indianapolis Motor Speedway Bezug. Technisch entspricht der Indy vollständig dem Ausgangsmodell; allerdings hat er die Kotflügelverbreiterungen und die Seitenschweller des 2.0 Twin Spark, die bei den regulären 1.8 I.E. nicht erhältlich waren. Die Ausstattung ist betont sportlich gehalten. So sind unter anderem Sportsitze von Recaro eingebaut.

#### 2.0Twin Spark Limited Edition
Die letzten 5000 Stück stattete Alfa Romeo mit einem 2.0-Twin-Spark-Motor aus. Sie wurden als „Limited Edition“ bezeichnet und bis zum Herbst 1992 ausgeliefert. Sie unterschieden sich vom normalen Twin Spark durch ein spezielles Recaro-Interieur, andere Aluminiumräder und eine Seriennummer der begrenzten Auflage am Armaturenbrett.

#### 1.8 Turbo QVLimited Edition
Für einzelne Märkte produzierte Alfa Romeo auch von der 1,8-Liter-Turboversion eine Limited Edition. Sie war auf 1000 Exemplare begrenzt. Die Ausstattung entsprach der des Twin Spark Limited Edition.

### Alfa Romeo 75 1.8 I.E.Turbo Evoluzione
1987 meldete Alfa Romeo eine stark modifizierte Version des Alfa 75 für die erste Auflage der Tourenwagen-Weltmeisterschaft. Die Autos waren für die Gruppe A homologiert. Voraussetzung für die Teilnahme war die Produktion von 500 für den Straßenverkehr zugelassenen Fahrzeugen. Die Straßenversionen kamen 1987 als Alfa Romeo 75 1.8 I.E. Turbo Evoluzione auf den Markt. Sie lehnten sich optisch stark an die Wettbewerbsversion an, unterschieden sich aber technisch erheblich. Die Antriebstechnik der Straßenversion entsprach weitgehend dem regulären 1.8 I.E. Turbo; auch die Leistung lag unverändert bei 114 kW (155 PS). Die Wettbewerbsversion hingegen brachte es je nach Tuninggrad auf 280 bis 450 PS.

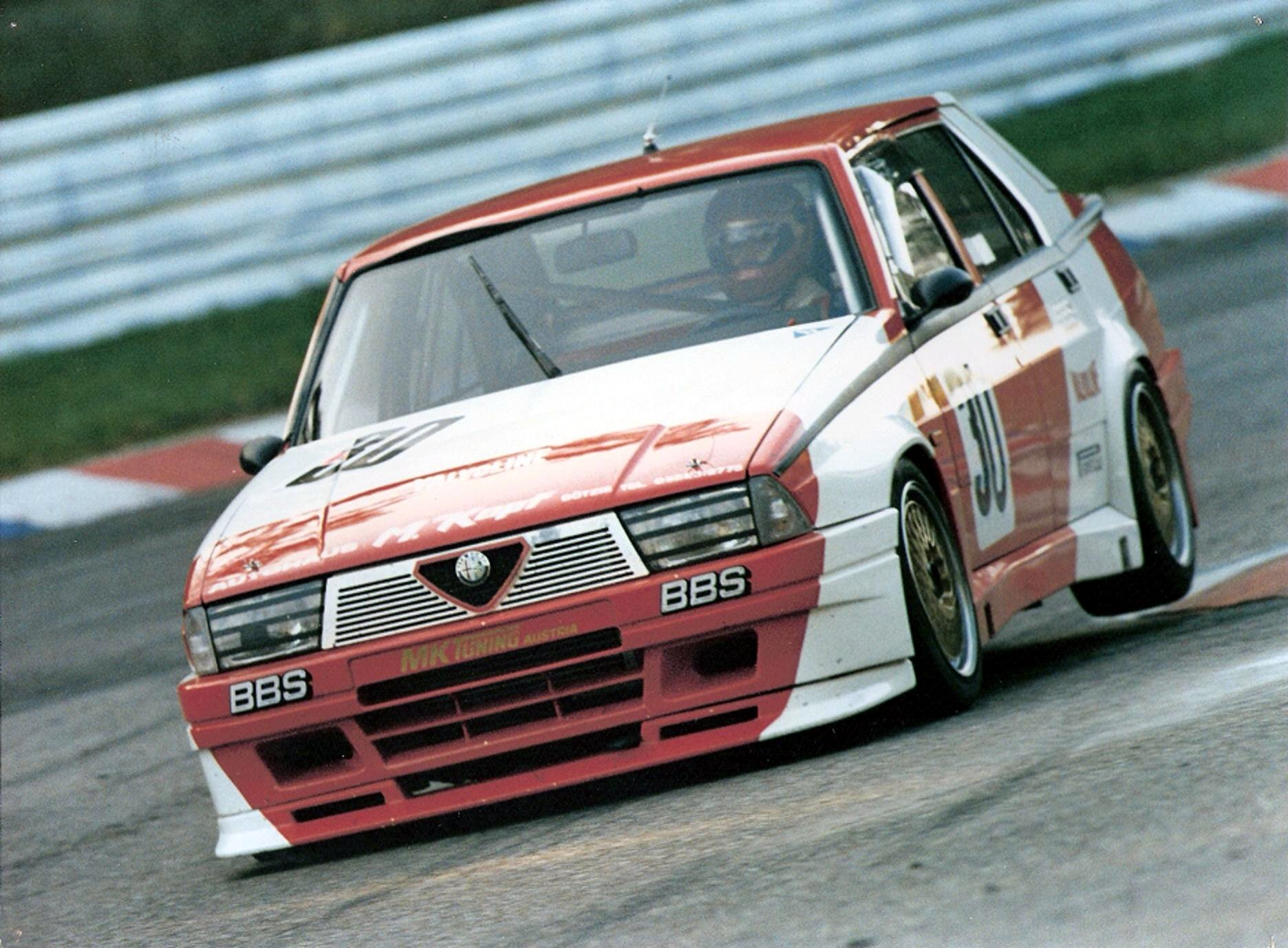
Alfa Romeo 75 1.8 I.E. Turbo Evoluzione Tourenwagen
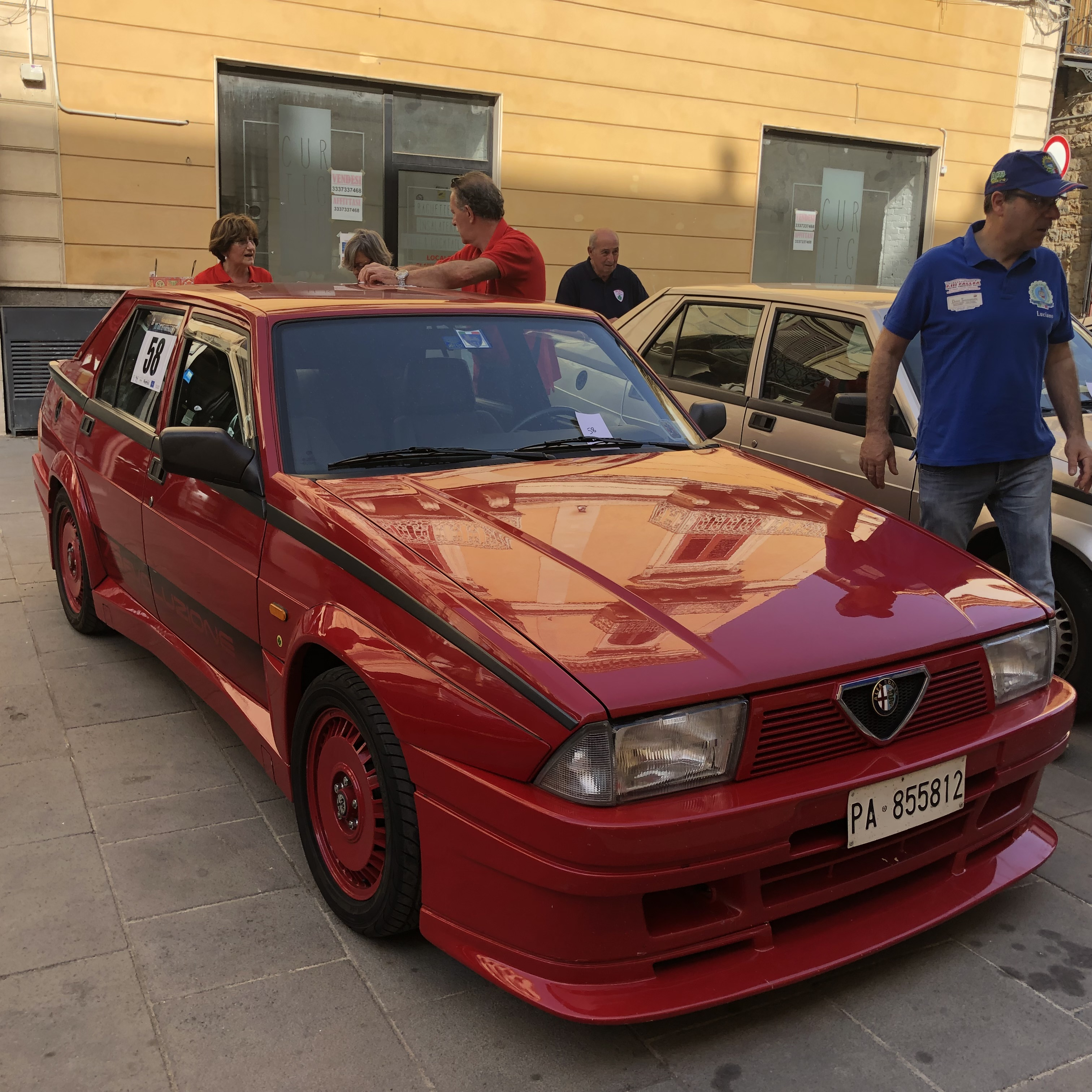
Straßenversion
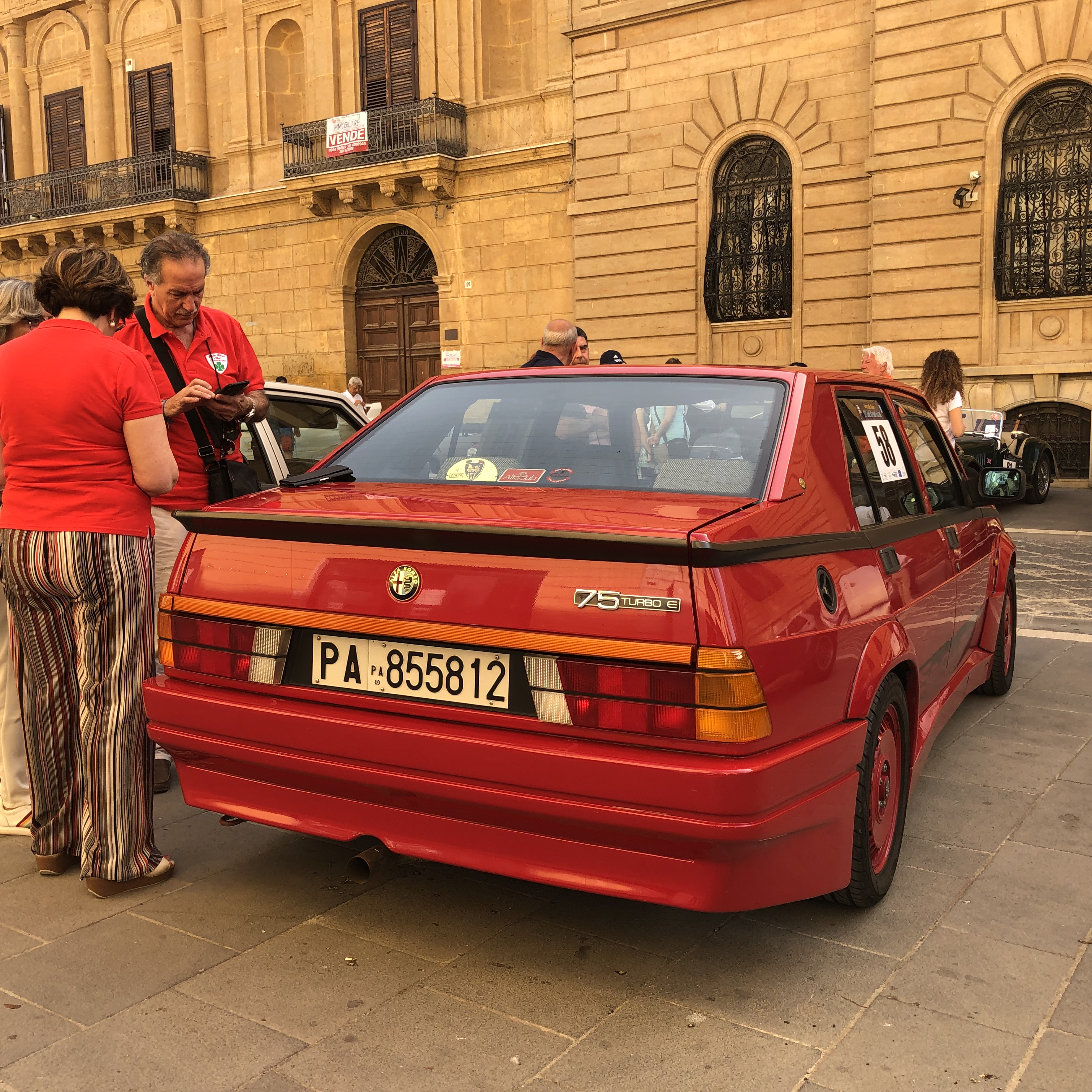
Heckansicht

## Produktion
Der Alfa 75 wurde in Alfa Romeos Stammwerk in Arese bei Mailand gebaut. Von 1985 bis 1992 entstanden, alle Varianten zusammengenommen, fast 390.000 Fahrzeuge.
| Produktionszahlen Alfa Romeo 75       | Produktionszahlen Alfa Romeo 75 | Produktionszahlen Alfa Romeo 75 | Produktionszahlen Alfa Romeo 75                             |
| Version                               | Zeitraum                        | Stückzahl                       | Anmerkung                                                   |
| ------------------------------------- | ------------------------------- | ------------------------------- | ----------------------------------------------------------- |
| 1.6                                   | 1985–1992                       | 99.319                          | Ab 1989 nur noch auf ausgewählten Märkten                   |
| 1.6 I.E.                              | 1989–1992                       | 27.977                          |                                                             |
| 1.8                                   | 1985–1992                       | 42.138                          | Ab 1989 nur noch auf ausgewählten Märkten                   |
| 1.8 I.E.                              | 1989–1992                       | 41.766                          | Inklusive Sonderserie Indy (1992)                           |
| 1.8 I.E. Turbo 1.8 I.E. Turbo America | 1986–1992                       | 12.041                          | Inklusive Sonderserie Turbo QV (1992)                       |
| 1.8 I.E. Turbo Evoluzione             | 1987                            | 500                             |                                                             |
| 2.0                                   | 1985–1988                       | 16.971                          |                                                             |
| 2.0 Twin Spark                        | 1988–1992                       | 76.624                          | Inklusive Sonderserie 2.0 Twin Spark Limited Edition (1992) |
| 2.0 Turbodiesel                       | 1985–1992                       | 43.127                          | Nicht auf dem deutschen Markt                               |
| 2.4 Turbodiesel                       | 1988–1991                       | 6.083                           | Nicht auf dem deutschen Markt                               |
| 2.5 V6 QV                             | 1985–1987                       | 3.737                           |                                                             |
| Milano                                | 1986–1987                       | 7.835                           | USA-Version des 2.5 V6 QV                                   |
| 3.0 V6 America 3.0 V6 Milano          | 1987–1990                       | 8.128                           | Europäische und US-amerikanische Version                    |
| 3.0 V6 QV                             | 1990–1992                       | 1.576                           |                                                             |
| Summe                                 |                                 | 388.822                         |                                                             |

## Technische Daten
| Alfa Romeo 75                          | Alfa Romeo 75                                                                                             | Alfa Romeo 75                                                                                             | Alfa Romeo 75                                                                                             | Alfa Romeo 75                                                                                             | Alfa Romeo 75                                                                                             | Alfa Romeo 75                                                                                             | Alfa Romeo 75                                                                                             | Alfa Romeo 75                                                                                             | Alfa Romeo 75                                                                                             | Alfa Romeo 75                                                                                             | Alfa Romeo 75                                                                                             | Alfa Romeo 75                                                                                             | Alfa Romeo 75                                                                                             | Alfa Romeo 75 |
|                                        | 1.6 | 1.6 I.E.                                                                                                  | 1.8 | 1.8 I.E.                                                                                                  | 1.8 I.E. Turbo                                                                                            | 2.0 | 2.0 I.E. T.S.                                                                                             | 2.5 V6 QV                                                                                                 | Milano | 3.0 V6 America                                                                                            | 3.0 V6 QV                                                                                                 | 2.0 TD | 2.4 TD |               |
| -------------------------------------- | --- | --- | --- | --- | --- | --- | --- | --- | --- | --- | --- | --- | --- | ------------- |
| Motorart                               | Ottomotor                                                                                                 | Ottomotor                                                                                                 | Ottomotor                                                                                                 | Ottomotor                                                                                                 | Ottomotor                                                                                                 | Ottomotor                                                                                                 | Ottomotor                                                                                                 | Ottomotor                                                                                                 | Ottomotor                                                                                                 | Ottomotor                                                                                                 | Ottomotor                                                                                                 | Dieselmotor                                                                                               | Dieselmotor                                                                                               |               |
| Motorbauart                            | Reihenvierzylinder                                                                                        | Reihenvierzylinder                                                                                        | Reihenvierzylinder                                                                                        | Reihenvierzylinder                                                                                        | Reihenvierzylinder                                                                                        | Reihenvierzylinder                                                                                        | Reihenvierzylinder                                                                                        | Sechszylinder-V-Motor                                                                                     | Sechszylinder-V-Motor                                                                                     | Sechszylinder-V-Motor                                                                                     | Sechszylinder-V-Motor                                                                                     | Reihenvierzylinder                                                                                        | Reihenvierzylinder                                                                                        |               |
| Hubraum (cm³)                          | 1570 | 1570 | 1779 | 1779 | 1779 | 1962 | 1962 | 2492 | 2492 | 2959 | 2959 | 1995 | 2393 |               |
| Bohrung × Hub (mm)                     | 78 × 82                                                                                                   | 78 × 82                                                                                                   | 80 × 88,5                                                                                                 | 80 × 88,5                                                                                                 | 80 × 88,5                                                                                                 | 84 × 88,5                                                                                                 | 84 × 88,5                                                                                                 | 88 × 68,3                                                                                                 | 88 × 68,3                                                                                                 | 93 × 72,6                                                                                                 | 93 × 72,6                                                                                                 | 88 × 82                                                                                                   | 92 × 90                                                                                                   |               |
| max. Leistung (kW)                     | 81 | 79 | 85 | 90 | 114 | 94 | 109 | 114 | 114 | 136 | 141 | 70 | 82 |               |
| max. Leistung (PS)                     | 110 | 107 | 116 | 122 | 155 | 128 | 148 | 155 | 155 | 185 | 192 | 95 | 111 |               |
| max. Drehmoment (Nm)                   | 137 | 146 | 167 | 160 | 225 | 180 | 186 | 210 | 210 | 214 | 250 | 192 | 235 |               |
| Gemischaufbereitung                    | 2 Doppelvergaser                                                                                          | Benzineinspritzung                                                                                        | 2 Doppelvergaser                                                                                          | Benzineinspritzung                                                                                        | Benzineinspritzung                                                                                        | 2 Doppelvergaser                                                                                          | Benzineinspritzung                                                                                        | Benzineinspritzung                                                                                        | Benzineinspritzung                                                                                        | Benzineinspritzung                                                                                        | Benzineinspritzung                                                                                        | | |               |
| Ventilsteuerung                        | 2 obenliegende Nockenwellen                                                                               | 2 obenliegende Nockenwellen                                                                               | 2 obenliegende Nockenwellen                                                                               | 2 obenliegende Nockenwellen                                                                               | 2 obenliegende Nockenwellen                                                                               | 2 obenliegende Nockenwellen                                                                               | 2 obenliegende Nockenwellen                                                                               | 2 obenliegende Nockenwellen                                                                               | 2 obenliegende Nockenwellen                                                                               | 2 obenliegende Nockenwellen                                                                               | 2 obenliegende Nockenwellen                                                                               | 1 Nockenwelle                                                                                             | 1 Nockenwelle                                                                                             |               |
| Nockenwellenantrieb                    | Kette | Kette | Kette | Kette | Kette | Kette | Kette | Zahnriemen                                                                                                | Zahnriemen                                                                                                | Zahnriemen                                                                                                | Zahnriemen                                                                                                | Zahnräder                                                                                                 | Zahnräder                                                                                                 |               |
| Kühlung                                | Wasserkühlung                                                                                             | Wasserkühlung                                                                                             | Wasserkühlung                                                                                             | Wasserkühlung                                                                                             | Wasserkühlung                                                                                             | Wasserkühlung                                                                                             | Wasserkühlung                                                                                             | Wasserkühlung                                                                                             | Wasserkühlung                                                                                             | Wasserkühlung                                                                                             | Wasserkühlung                                                                                             | Wasserkühlung                                                                                             | Wasserkühlung                                                                                             |               |
| Getriebe                               | handgeschaltetes Fünfganggetriebe                                                                         | handgeschaltetes Fünfganggetriebe                                                                         | handgeschaltetes Fünfganggetriebe                                                                         | handgeschaltetes Fünfganggetriebe                                                                         | handgeschaltetes Fünfganggetriebe                                                                         | handgeschaltetes Fünfganggetriebe                                                                         | handgeschaltetes Fünfganggetriebe                                                                         | handgeschaltetes Fünfganggetriebe                                                                         | handgeschaltetes Fünfganggetriebe                                                                         | handgeschaltetes Fünfganggetriebe                                                                         | handgeschaltetes Fünfganggetriebe                                                                         | handgeschaltetes Fünfganggetriebe                                                                         | handgeschaltetes Fünfganggetriebe                                                                         |               |
| Radaufhängung vorn                     | Einzelradaufhängung mit Trapez-Dreiecksquerlenkern, Drehstabfedern, Teleskopstoßdämpfer, Querstabilisator | Einzelradaufhängung mit Trapez-Dreiecksquerlenkern, Drehstabfedern, Teleskopstoßdämpfer, Querstabilisator | Einzelradaufhängung mit Trapez-Dreiecksquerlenkern, Drehstabfedern, Teleskopstoßdämpfer, Querstabilisator | Einzelradaufhängung mit Trapez-Dreiecksquerlenkern, Drehstabfedern, Teleskopstoßdämpfer, Querstabilisator | Einzelradaufhängung mit Trapez-Dreiecksquerlenkern, Drehstabfedern, Teleskopstoßdämpfer, Querstabilisator | Einzelradaufhängung mit Trapez-Dreiecksquerlenkern, Drehstabfedern, Teleskopstoßdämpfer, Querstabilisator | Einzelradaufhängung mit Trapez-Dreiecksquerlenkern, Drehstabfedern, Teleskopstoßdämpfer, Querstabilisator | Einzelradaufhängung mit Trapez-Dreiecksquerlenkern, Drehstabfedern, Teleskopstoßdämpfer, Querstabilisator | Einzelradaufhängung mit Trapez-Dreiecksquerlenkern, Drehstabfedern, Teleskopstoßdämpfer, Querstabilisator | Einzelradaufhängung mit Trapez-Dreiecksquerlenkern, Drehstabfedern, Teleskopstoßdämpfer, Querstabilisator | Einzelradaufhängung mit Trapez-Dreiecksquerlenkern, Drehstabfedern, Teleskopstoßdämpfer, Querstabilisator | Einzelradaufhängung mit Trapez-Dreiecksquerlenkern, Drehstabfedern, Teleskopstoßdämpfer, Querstabilisator | Einzelradaufhängung mit Trapez-Dreiecksquerlenkern, Drehstabfedern, Teleskopstoßdämpfer, Querstabilisator |               |
| Radaufhängung hinten                   | DeDion-Achse mit Zugstreben, Wattgestänge, Schraubenfedern, Teleskopstoßdämpfer, Querstabilisator         | DeDion-Achse mit Zugstreben, Wattgestänge, Schraubenfedern, Teleskopstoßdämpfer, Querstabilisator         | DeDion-Achse mit Zugstreben, Wattgestänge, Schraubenfedern, Teleskopstoßdämpfer, Querstabilisator         | DeDion-Achse mit Zugstreben, Wattgestänge, Schraubenfedern, Teleskopstoßdämpfer, Querstabilisator         | DeDion-Achse mit Zugstreben, Wattgestänge, Schraubenfedern, Teleskopstoßdämpfer, Querstabilisator         | DeDion-Achse mit Zugstreben, Wattgestänge, Schraubenfedern, Teleskopstoßdämpfer, Querstabilisator         | DeDion-Achse mit Zugstreben, Wattgestänge, Schraubenfedern, Teleskopstoßdämpfer, Querstabilisator         | DeDion-Achse mit Zugstreben, Wattgestänge, Schraubenfedern, Teleskopstoßdämpfer, Querstabilisator         | DeDion-Achse mit Zugstreben, Wattgestänge, Schraubenfedern, Teleskopstoßdämpfer, Querstabilisator         | DeDion-Achse mit Zugstreben, Wattgestänge, Schraubenfedern, Teleskopstoßdämpfer, Querstabilisator         | DeDion-Achse mit Zugstreben, Wattgestänge, Schraubenfedern, Teleskopstoßdämpfer, Querstabilisator         | DeDion-Achse mit Zugstreben, Wattgestänge, Schraubenfedern, Teleskopstoßdämpfer, Querstabilisator         | DeDion-Achse mit Zugstreben, Wattgestänge, Schraubenfedern, Teleskopstoßdämpfer, Querstabilisator         |               |
| Bremsen                                | vorn und hinten Scheibenbremsen                                                                           | vorn und hinten Scheibenbremsen                                                                           | vorn und hinten Scheibenbremsen                                                                           | vorn und hinten Scheibenbremsen                                                                           | vorn und hinten Scheibenbremsen                                                                           | vorn und hinten Scheibenbremsen                                                                           | vorn und hinten Scheibenbremsen                                                                           | vorn und hinten Scheibenbremsen                                                                           | vorn und hinten Scheibenbremsen                                                                           | vorn und hinten Scheibenbremsen                                                                           | vorn und hinten Scheibenbremsen                                                                           | vorn und hinten Scheibenbremsen                                                                           | vorn und hinten Scheibenbremsen                                                                           |               |
| Karosserie                             | Stahl, selbsttragend                                                                                      | Stahl, selbsttragend                                                                                      | Stahl, selbsttragend                                                                                      | Stahl, selbsttragend                                                                                      | Stahl, selbsttragend                                                                                      | Stahl, selbsttragend                                                                                      | Stahl, selbsttragend                                                                                      | Stahl, selbsttragend                                                                                      | Stahl, selbsttragend                                                                                      | Stahl, selbsttragend                                                                                      | Stahl, selbsttragend                                                                                      | Stahl, selbsttragend                                                                                      | Stahl, selbsttragend                                                                                      |               |
| Radstand (mm)                          | 2510 mm                                                                                                   | | | | | | | | | | | | |               |
| Abmessungen Länge × Breite × Höhe (mm) | 4330 × 1630 ×1400                                                                                         | 4330 × 1630 ×1400                                                                                         | 4330 × 1630 ×1400                                                                                         | 4330 × 1630 ×1400                                                                                         | 4330 × 1630 ×1400 4418 ×1660×1400                                                                         | 4330 × 1630 ×1400                                                                                         | 4330 × 1630 ×1400                                                                                         | 4330 × 1630 ×1400                                                                                         | 4420 ×1660×1400                                                                                           | 4420 ×1660×1400                                                                                           | 4420 ×1660×1400                                                                                           | 4330 × 1630 ×1400                                                                                         | 4330 × 1630 ×1400                                                                                         |               |
| Leergewicht (kg)                       | 1060 | 1060 | 1060 | 1100 | 1100–1180                                                                                                 | 1070 | 1150 | 1160 | 1320 | 1300 | 1300 | 1190 | 1260 |               |
| Höchstgeschwindigkeit (km/h)           | 180 | 180 | 190 | 190 | 210 | 195 | 204 | 210 | 205 | 219 | 222 | 175 | 185 |               |

## Rayton Fissore Kombi
Das Karosseriewerk Rayton Fissore konstruierte 1985 zwei Prototypen eines Kombiwagens (Sport Wagon bzw. Turbo Wagon), die auf dem Turiner Autosalon 1985 und dem Genfer Auto-Salon 1986 gezeigt wurden. Die Kombis hatten eine geradlinig verlaufende Gürtellinie; der für die Limousine typische Knick im Bereich der C-Säule entfiel. Infolge der Übernahme durch Fiat wurde das Kombi-Modell nie in Serie gebaut. Mehrere fertige 75 Sport Wagon dienten allerdings im Werksverkehr des Mailänder Alfa Romeo-Werkes.

## Trivia
Claus Theo Gärtner, der Filmdetektiv Matula in der Krimiserie Ein Fall für Zwei, fuhr in seiner Rolle u. a. einen Alfa 75.